# 加須市
加須市（かぞし）は、埼玉県の利根地域（北東部）に位置する市。旧北埼玉郡。

## 概要
2010年3月に旧加須市・北埼玉郡騎西町・大利根町・北川辺町が新設合併して誕生した。県内の市町村で唯一、北関東の群馬・茨城・栃木の3県に全て隣接する自治体である。
読み方は主に尻上がりのアクセントで「かぞ」と発音するが、駅のアナウンスなどでは熊谷市や羽生市、久喜市と同様、尻下がりのアクセントで「かぞ」と発音されることがある。

## 地理
埼玉県の北東端に位置する。隣の久喜市とともに利根地域の中心的な都市の一つである。
加須・大利根地域と北川辺地域の間に利根川が流れ、市の北東部に渡良瀬川と渡良瀬遊水地がある。地形としては概ね低地（加須低地）に属し平坦であるが、市域の海抜は15メートル以上あり、一部は台地状（沖積台地）になっている部分もある（カスリーン台風では利根川の旧河道（会の川）の自然堤防上に発達した加須市街地は浸水を免れた）。市の中心部を東西に東武伊勢崎線および国道125号・加須羽生バイパスが横断している。南北に東北自動車道が貫いており、加須インターチェンジがある。南西部の騎西地域を国道122号・同騎西菖蒲バイパスが通る。さらに北東部の北川辺地域を東武日光線が通り、同地域内に駅が2つある。また、東西方向に国道354号が走り、茨城県古河市と群馬県邑楽郡板倉町をつなぐ。
渡良瀬遊水地付近は県境が非常に入り組んでおり、次々と県が変わる（埼玉・群馬・栃木）。堤防に沿って埼玉県道9号佐野古河線が通っている。埼玉県から直接栃木県へ入る事のできる道路は、この県道と堤防下を走る市道だけでアクセスはあまり便利ではない。また埼玉県と栃木県を結ぶ主要幹線（国道4号、東北自動車道、東北本線（宇都宮線）、東北新幹線）はいずれも茨城県古河市の一部を経由して栃木県に入る。
埼玉県の自治体で、唯一栃木県に面している。

加須市中心部周辺の空中写真。市街地の東に東北自動車道加須IC。2021年4月15日撮影の15枚を合成作成。国土交通省 国土地理院 地図・空中写真閲覧サービスの空中写真を基に作成。

### 河川
- 利根川
- 渡良瀬川
- 会の川
- 青毛堀川
- 北青毛堀川
- 南青毛堀川
- 江川落
- 六郷堀（天王新堀）
- 小川落
- 新槐堀川
- 中谷落
- 中川（天神堀、島川）

- 手子堀川
- 松原落
- 午の堀川
- 岡古井落
- 五ヶ村落
- 八ヶ村落（備前堀八ヶ村落）
- 谷田川
- 合の川
- 中堀排水路
- 旧川
- 子之新排水路
- 駒場排水路

### 用水路
- 葛西用水路
- 騎西領用水（新川用水）
- 南方用水路
- 金兵衛堀
- 諏訪用水
- 礼羽用水
- 一畝歩用水
- 切所用水
- 嵯峨用水

- 肱曲用水
- 大越用水
- 豊野用水
- 花崎用水
- 小川台用水
- 飯積用水路
- 高台用水路（高台排水路）
- 埼玉用水路
- 島中幹線用水路

### 湖沼
- 善定寺池
- 才谷ヶ池
- オハナ池
- 香林寺池
- 渡良瀬遊水地（谷中湖）
- 仕出沼
- 柳生沼
- 八幡沼

- 大室沼
- 油井ヶ島沼
- 北辻沼
- 北沼
- 大沼
- 寺沼
- 熊坂どぶ
- 加須吉沼

### 河畔砂丘
- 志多見砂丘[5]
- 久下砂丘（南篠崎砂丘）
- 飯積砂丘
- 原道砂丘

## 由来
古くは「加増（かそ）」と読み、新田として石高を加増されたことに因む地名が元禄時代に「加須」へ改められた説がある。そのほか、利根川本流の「河洲（かす）」が転じたという説や、光明寺の開基を行った人物である「加津内蔵丞長高」の姓「加津」に因んだとする説がある。

## 人口
2000年の国勢調査で11万7777人を記録して以降、市全体としては減少傾向にある。
一方で旧市町別では、旧大利根町が市境に近い栗橋駅の橋上駅舎化・西口開設に伴い、隣接する旧栗橋町と共に「栗橋・大利根土地区画整理一部事務組合」を設立後、栗橋駅西（大利根地区）土地区画整理事業を実施、さらに南に隣接する野中土地区画整理事業は施工中であり、そのため増加傾向にある。
| |                                        |  |
| 加須市と全国の年齢別人口分布（2005年） | 加須市の年齢・男女別人口分布（2005年） |  |
| ■紫色 ― 加須市 ■緑色 ― 日本全国 | ■青色 ― 男性 ■赤色 ― 女性              |  |
| 加須市（に相当する地域）の人口の推移 \| 1970年（昭和45年） \| 76,501人 \| \| \| 1975年（昭和50年） \| 80,828人 \| \| \| 1980年（昭和55年） \| 86,506人 \| \| \| 1985年（昭和60年） \| 92,228人 \| \| \| 1990年（平成2年） \| 100,697人 \| \| \| 1995年（平成7年） \| 115,198人 \| \| \| 2000年（平成12年） \| 117,777人 \| \| \| 2005年（平成17年） \| 115,497人 \| \| \| 2010年（平成22年） \| 115,010人 \| \| \| 2015年（平成27年） \| 112,229人 \| \| \| 2020年（令和2年） \| 111,623人 \| \| |                                        |  |
| 総務省統計局 国勢調査より |                                        |  |
| 1970年（昭和45年） | 76,501人                               |  |
| 1975年（昭和50年） | 80,828人                               |  |
| 1980年（昭和55年） | 86,506人                               |  |
| 1985年（昭和60年） | 92,228人                               |  |
| 1990年（平成2年） | 100,697人                              |  |
| 1995年（平成7年） | 115,198人                              |  |
| 2000年（平成12年） | 117,777人                              |  |
| 2005年（平成17年） | 115,497人                              |  |
| 2010年（平成22年） | 115,010人                              |  |
| 2015年（平成27年） | 112,229人                              |  |
| 2020年（令和2年） | 111,623人                              |  |

## 歴史
下記の情報より新・加須市と旧・加須市の情報が交錯しているため、合併前の旧3町の情報については「騎西町」・「北川辺町」・「大利根町」を参照されたい。
- 古墳時代の遺跡が発掘されており、利根川の利により特に農業が発展していた。
- 古くは「加増」と書かれていたが、元禄時代より改められた。
- 令制国時代にあっては、武蔵国（武州）の埼玉郡に属していた。
- 関東三大不動の一つ「不動ヶ岡不動尊」の存在と水運が発達した宿場町として発展し、飲食物や織物産業も発達していった。
- 1869年（明治2年）1月28日 (旧暦) - 武蔵知県事・宮原忠治の管轄区域をもって大宮県が発足（県庁は日本橋馬喰町）。ほか旧市域では岩槻県・忍県・足利県・下妻県・久留里県・古河県・小菅県に属した村もあり。
- 1869年（明治2年）9月29日 (旧暦) - 県庁が浦和に移転し、大宮県から浦和県に改称。
- 1871年（明治4年）11月14日 (旧暦) - 浦和県・忍県・岩槻県の3県が合併して埼玉県が誕生。
- 1872年（明治5年） - 加須郵便局が開局する。
- 1873年（明治6年） - 加須小学校・不動岡小学校・三俣小学校・大桑小学校・水深小学校・樋遣川小学校・志多見小学校・大越小学校・礼羽小学校が開校する。
- 1879年（明治12年） - 郡区町村編制法の施行により、北埼玉郡に所属する[10]。
- 1889年（明治22年）4月1日 - 町村制施行により、北埼玉郡加須町・久下村が合併し、加須町となる[11]。久下村は加須町の大字となる。
- 1902年（明治35年）9月6日 - 東武鉄道伊勢崎線加須駅が開業[12]。
- 1909年（明治42年） - 電話回線が整備される。
- 1910年（明治43年）8月 - 関東大水害により大水が発生する[13]。
- 1911年（明治44年） - 乗合馬車が開業する。
- 1920年（大正9年） - 乗合バスが開業する。
- 1923年（大正12年）
  - バス路線が整備される。
  - 関東大震災が発生する[14]。
- 1927年（昭和2年）4月1日 - 東武鉄道伊勢崎線花崎駅が開業[15]。
- 1947年（昭和22年）
  - 新制中学が開校する。
  - カスリーン台風により水害が発生する（利根川の旧河道（会の川）の自然堤防上に発達した加須市街地は浸水を免れた）。
- 1951年（昭和26年） - 水産試験場が設置される。
- 1954年（昭和29年）5月3日 - 北埼玉郡加須町・不動岡町・三俣村・礼羽村・大桑村・水深村・樋遣川村・志多見村が合併し市制施行、加須市となる[10][16]。
- 1955年（昭和30年）7月5日 - 初代の市章を制定する[17]。
- 1957年（昭和32年）
  - 1月1日、北埼玉郡大越村を編入する[10][16]。
  - 旧市庁舎（市役所）が竣工する。
- 1960年（昭和35年） - 浄水場が設置される。
- 1965年（昭和40年） - 加須市農業協同組合（現：ほくさい農業協同組合）が開設される。
- 1967年（昭和42年） - 屎尿処理場が設置される。
- 1968年（昭和43年） - ごみ処理場が設置される。
- 1971年（昭和46年）
  - 市民福祉会館が開設される。
  - 給食センターが開設される。
- 1972年（昭和47年）
  - 加須工業団地が竣工する。
  - 大越の渡しが廃止となり、埼玉大橋が開通する。
  - 東北自動車道が開通する。
- 1975年（昭和50年） - 市民体育館が開設される。
- 1978年（昭和53年） - 利根川児童館が開館する。
- 1981年（昭和56年） - 保健センターが開設される。
- 1983年（昭和58年） - 環境浄化センターが開設される。
- 1985年（昭和60年） - 新市庁舎（現在の加須市役所本庁舎）が竣工する。
- 1987年（昭和62年）
  - 加須・大利根工業団地が竣工する。
  - 新市立図書館および郷土資料室が開設される。
- 1988年（昭和63年） - 平和の鐘が設けられる。
- 1990年（平成2年） - 防災行政無線が整備される。
- 1991年（平成3年） - メモリアルとねが開設される。
- 1992年（平成4年） - 加須市立花崎北小学校が開校する。
- 1994年（平成6年） - パストラル加須が開設される。
- 1996年（平成8年）
  - 加須市立加須平成中学校が開校する。
  - 加須市川口工業団地が竣工する。
- 1998年（平成10年） - 加須市立加須南小学校が開校する。
- 2001年（平成13年） - 加須未来館が開館する。
- 2010年（平成22年）
  - 3月23日、（旧）加須市・北埼玉郡騎西町・大利根町・北川辺町と新設合併し、新たに加須市となる[18]。同時に北埼玉郡が消滅。
  - 11月21日、2代目の市章を制定する[19]。
  - 12月6日、2代目の市旗を制定する[20]。
- 2011年（平成23年）
  - 3月11日の東日本大震災による福島第一原子力発電所事故で、帰還困難地域となった福島県双葉郡双葉町の町役場が避難所となった旧埼玉県立騎西高等学校に移転し、同地に住民の多くも集団避難[21][22]。
- 2014年（平成26年）
  - 3月27日、双葉町が避難所として使っていた旧騎西高校を埼玉県に返還。

### 市町村合併
旧加須市は、新市名を加須市（新設合併）として隣接する北埼玉郡騎西町との合併を目指していた。しかし、2004年8月22日の住民投票の結果、旧加須市が反対多数で合併は撤回となった。
北葛飾郡栗橋町・北埼玉郡北川辺町・北埼玉郡大利根町は「東埼玉市」の新設を予定していたが、当時の大利根町の島田徳三が、合併協議会の会長を務めながら大利根町内の反対派の動きを静観したこともあり、2004年9月26日に行われた大利根町の合併の是非を問う投票で反対票が賛成票を上回り、合併協議会は解散した。
2008年9月3日に旧加須市の当時の市長である大橋良一が、北埼玉郡騎西町・北埼玉郡大利根町・北埼玉郡北川辺町に対して1市3町の合併を提案したことが明らかになった。3町は前向きな姿勢を示し、1市3町全ての議会で合併推進決議が採択され、同年11月17日に法定協議会が設置されることになった。また隣接し、同じ地域に属している羽生市が、市名・市役所の場所にはこだわらず編入合併でも構わない姿勢で参加の意向を示した。羽生市の協議会への参加は見送られたが、羽生市を含む2市3町の5首長による会談の場は設けられることになった。
新しい市の名前は、2009年2月16日から3月15日に、合併する1市3町の小学生以上から公募された。公募での応募案は、加須・かぞ・北埼玉・北さいたま・北彩が上位5位に入った。近隣の熊谷市・深谷市の合併時も中心の市名が合併後の市名に使われたこと、「加須市」案の公募件数が2,519件であり2位の521件と大きな差をつけていることなどから、2009年6月に新市名を加須市とすることが決定された。
1市3町による合併（新設合併）は2010年3月23日に行われ、同日をもって新市制による加須市となった。

## 行政
加須町および旧・加須市 歴代首長
加須町歴代町長の出典：
| 代（町） | 氏名         | 就任年月日        | 退任年月日        |
| -------- | ------------ | ----------------- | ----------------- |
| 1        | 柿崎政次郎   | 1889年5月17日     | 1897年3月18日     |
| 2        | 野本茂右衛門 | 1897年4月16日     | 1900年1月8日      |
| 3        | 清水近太郎   | 1900年1月23日     | 1904年3月9日      |
| 4        | 野本亀吉     | 1904年4月8日      | 1911年1月18日     |
| 5        | 阿部仙司     | 1911年1月19日     | 1911年2月13日     |
| 6        | 野本寿三     | 1911年2月14日     | 1911年7月4日      |
| 7        | 野本理助     | 1911年7月5日      | 1918年3月25日     |
| 8        | 関口藤吉     | 1918年4月1日      | 1920年2月2日      |
| 9        | 岡只三郎     | 1920年10月19日    | 1922年8月11日     |
| 10       | 関口藤吉     | 1923年5月16日     | 1929年12月31日    |
| 11       | 柿崎六郎     | 1933年11月14日    | 1945年10月13日    |
| 12       | 神沢茂吉     | 1945年10月14日    | 1948年6月10日     |
| 13       | 川鍋憲太郎   | 1948年7月25日     | 1951年3月12日     |
| 14       | 関口茂忠     | 1951年4月24日     | 1954年5月2日      |
| 代（市） | 氏名         | 就任年月日        | 退任年月日        |
| 1        | 関口茂忠     | 1954年6月14日[31] | 1958年6月12日[31] |
| 2 - 3    | 鳥海茂敏     | 1958年6月13日[31] | 1966年6月12日     |
| 4        | 中田重蔵     | 1966年6月13日     | 1967年5月23日     |
| 5 - 9    | 梅沢一郎     | 1967年7月9日      | 1984年10月23日    |
| 10 - 12  | 矢沢恒雄     | 1984年10月24日    | 1994年5月         |
| 13 - 15  | 高瀬一太郎   | 1994年7月3日      | 2005年7月2日      |
| 16 - 17  | 大橋良一     | 2005年7月3日[32]  | 2010年3月22日     |
新・加須市 市長職務執行者
| 代（市） | 氏名                     | 就任年月日    | 退任年月日    |
| -------- | ------------------------ | ------------- | ------------- |
|          | 倉上皖教（旧北川辺町長） | 2010年3月23日 | 2010年4月24日 |
新・加須市 市長
出典：
| 代（市） | 氏名                   | 就任年月日    | 退任年月日    |
| -------- | ---------------------- | ------------- | ------------- |
| 1 - 3    | 大橋良一（旧加須市長） | 2010年4月25日 | 2022年4月24日 |
| 4        | 角田守良               | 2022年4月25日 |               |

### 市の施設
- 加須市保健センター
- 加須市環境浄化センター
- 加須図書館
- メモリアルトネ（久喜市、幸手市、南埼玉郡宮代町との共同運営）
- 加須未来館
- 利根いこいの里在宅介護支援センター
- みずほの里在宅介護支援センター
- 社会福祉法人加須市社会福祉協議会
- 社団法人加須市シルバー人材センター
- 加須市中央地域包括支援センター
- 地域包括支援センター 愛の泉・加須市東部地域包括支援センター
- 不老荘
- 加須市授産施設あけぼの園
- 加須学校給食センター
- 騎西学校給食センター
- 北川辺学校給食センター
- 女性センター
- 加須市医療診断センター
- 加須市水道課
- 加須市加須クリーンセンター
- 加須市商工会館
- 加須市総合市民会館 市民プラザ加須
- 健康ふれあいセンター いなほの湯
- グリーンファーム加須
- 加須市農業公社
- 加須市騎西総合支所
- 加須市騎西老人福祉センター
- 加須市騎西保健センター
- 加須市立騎西図書館
- 北川辺郷土資料館
- 北川辺生涯学習センター「みのり」
- 騎西生涯学習センター「キャッスルきさい」
- 加須市国民健康保険北川辺診療所
- 加須市田ケ谷総合センター

- 郷土史料展示室（騎西城）
- 大利根生涯学習センター「童謡のふる里おおとねアスタホール」
- 大利根総合支所
- 栗橋駅構内市民サービスコーナー
- 大利根さわやかほーむ
- おおとね童謡のふる里室（大利根水防センター内）
- 加須市立童謡のふる里おおとね図書館（ノイエ）
- 大利根多目的研修センター
- 童謡のふる里おおとね農業創生センター（道の駅童謡のふる里おおとね）
- 大利根学校給食センター
- 大利根地域包括支援センター
- 大利根ふれあいほーむ
- 大利根保健センター
- 大利根総合福祉会館
- 大利根クリーンセンター
- 北川辺総合支所
- 北川辺図書館
- 大利根総合支所内 農業公社担当
- 加須市教育センター
- 加須公民館（加須市コミュニティセンター）
- 不動岡公民館
- 三俣公民館
- 礼羽公民館
- 大桑公民館
- 水深公民館
- 樋遣川公民館
- 志多見公民館
- 大越公民館
- 川口コミュニティセンター
- 花崎コミュニティセンター
- 加須市立騎西コミュニティセンター（文化会館）
- 北川辺公民館
- 南篠崎コミュニティセンター

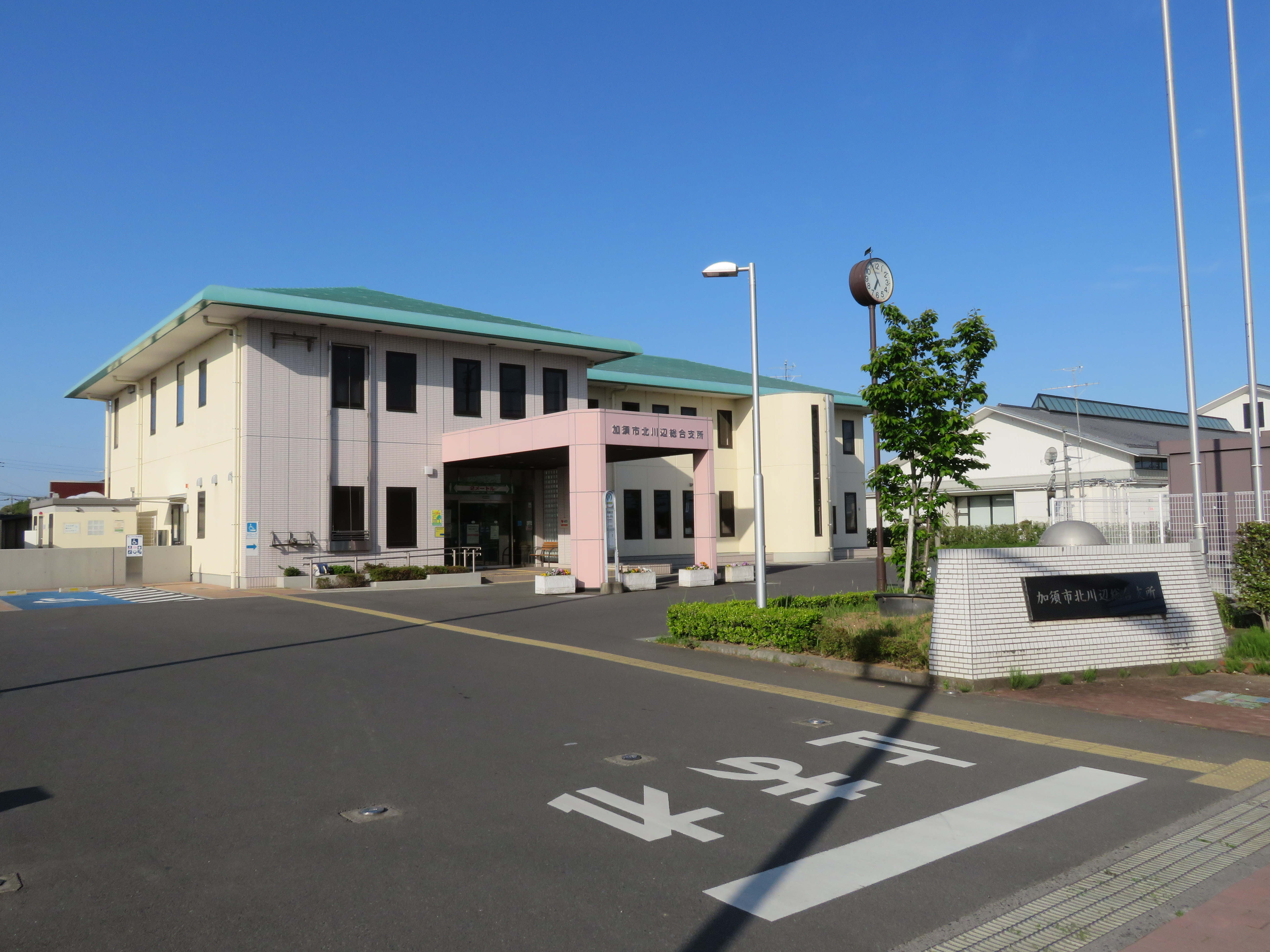
北川辺総合支所
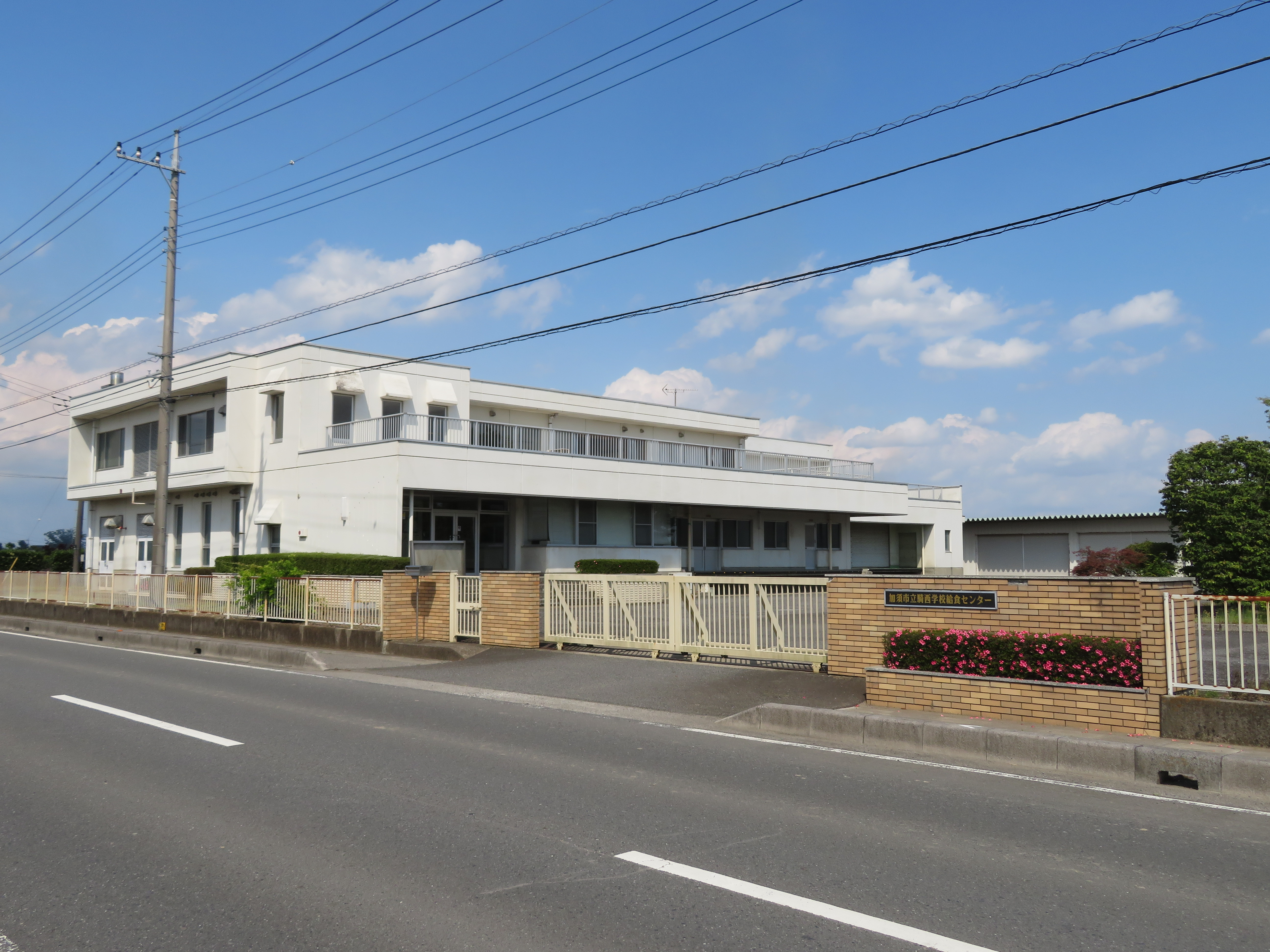
騎西学校給食センター
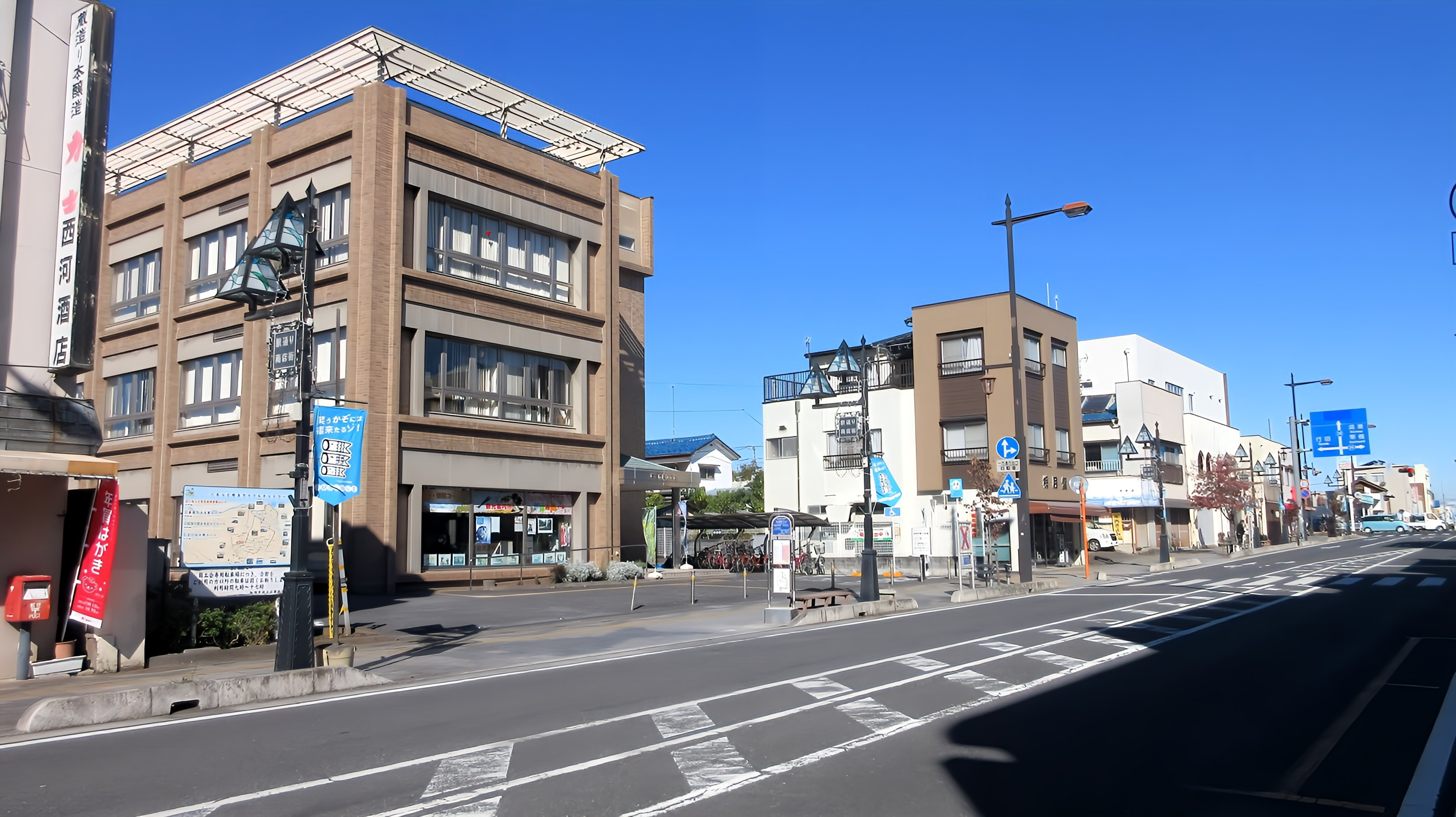
加須市商工会館
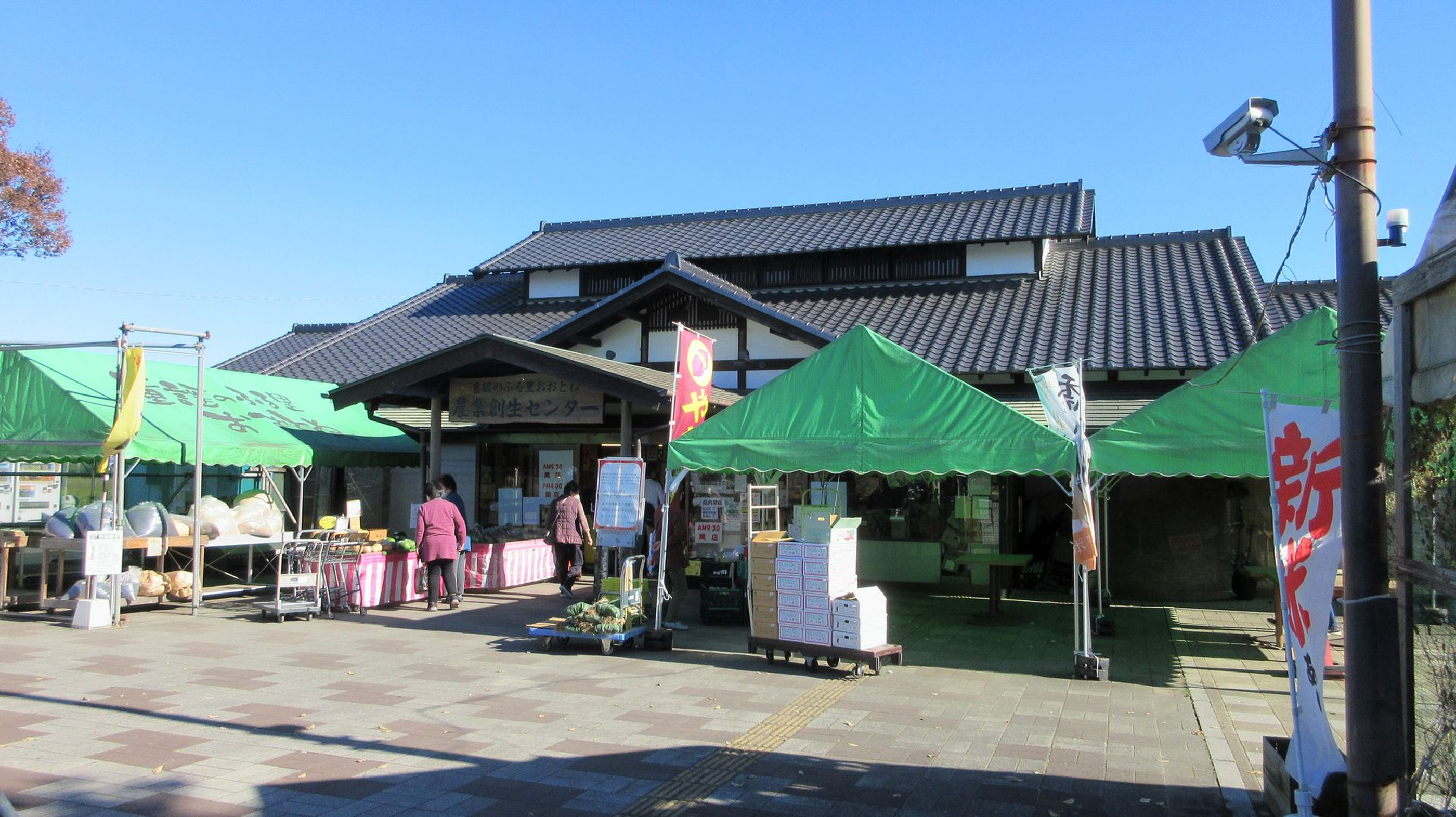
道の駅童謡のふる里おおとね
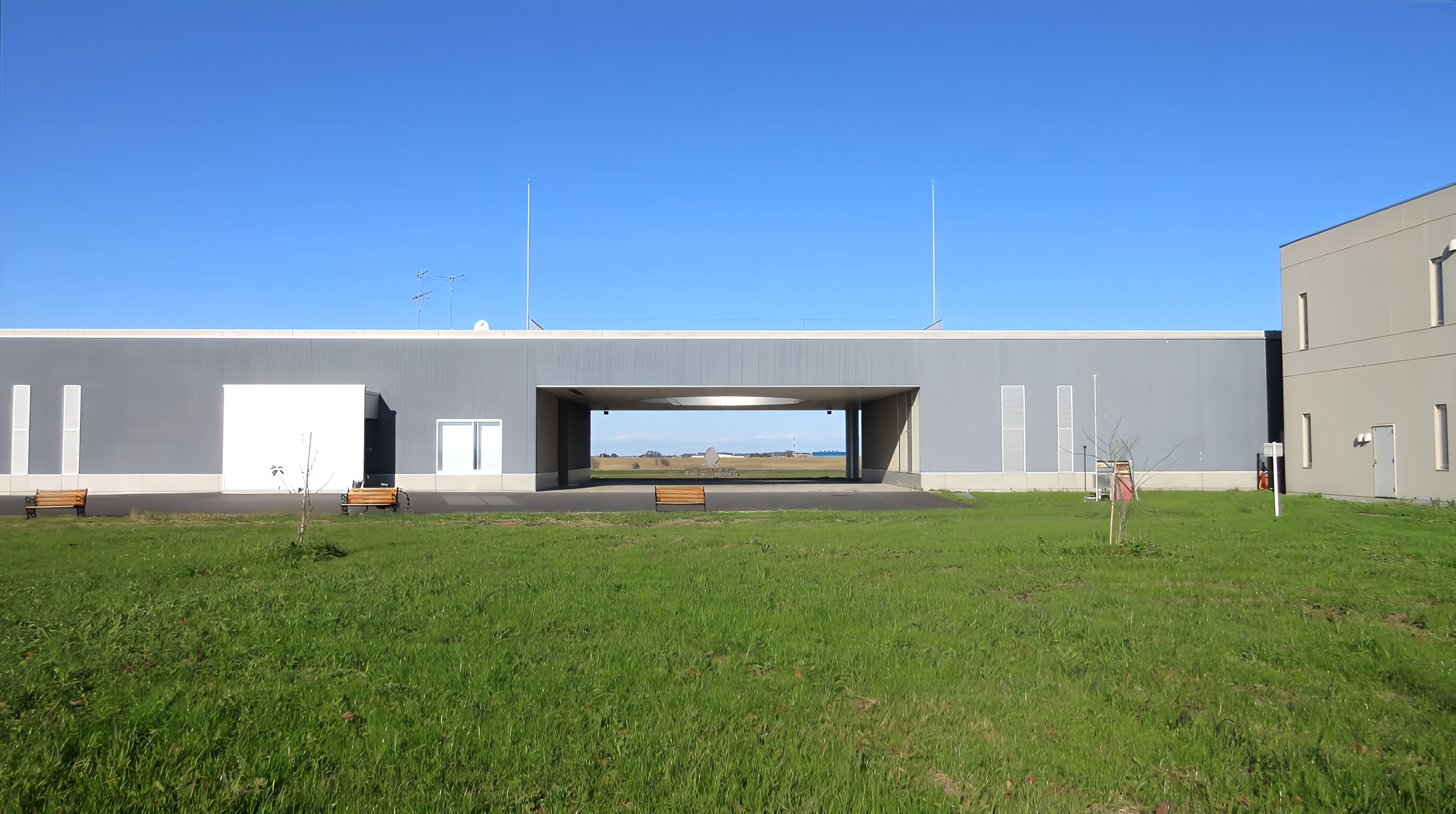
大利根水防センター・おおとね童謡のふる里室

### パストラルかぞ
加須文化・学習センター「パストラルかぞ」は、1,005席の大ホールと300席の小ホールを備え、展示、会議、研修、練習等を可能とした総合的な文化施設である。
芸術文化活動の拠点として、生涯学習活動の場として利用される。
外観の特徴はガラスのピラミッドであり、大小のホールを持つ巨大な建物。建物内には長く明るいクロスパスという通路が大ホール、生涯学習棟、小ホールをT字型に連なり、その交点には外光の差し込むピラミッドの空間グローバルホールがある。

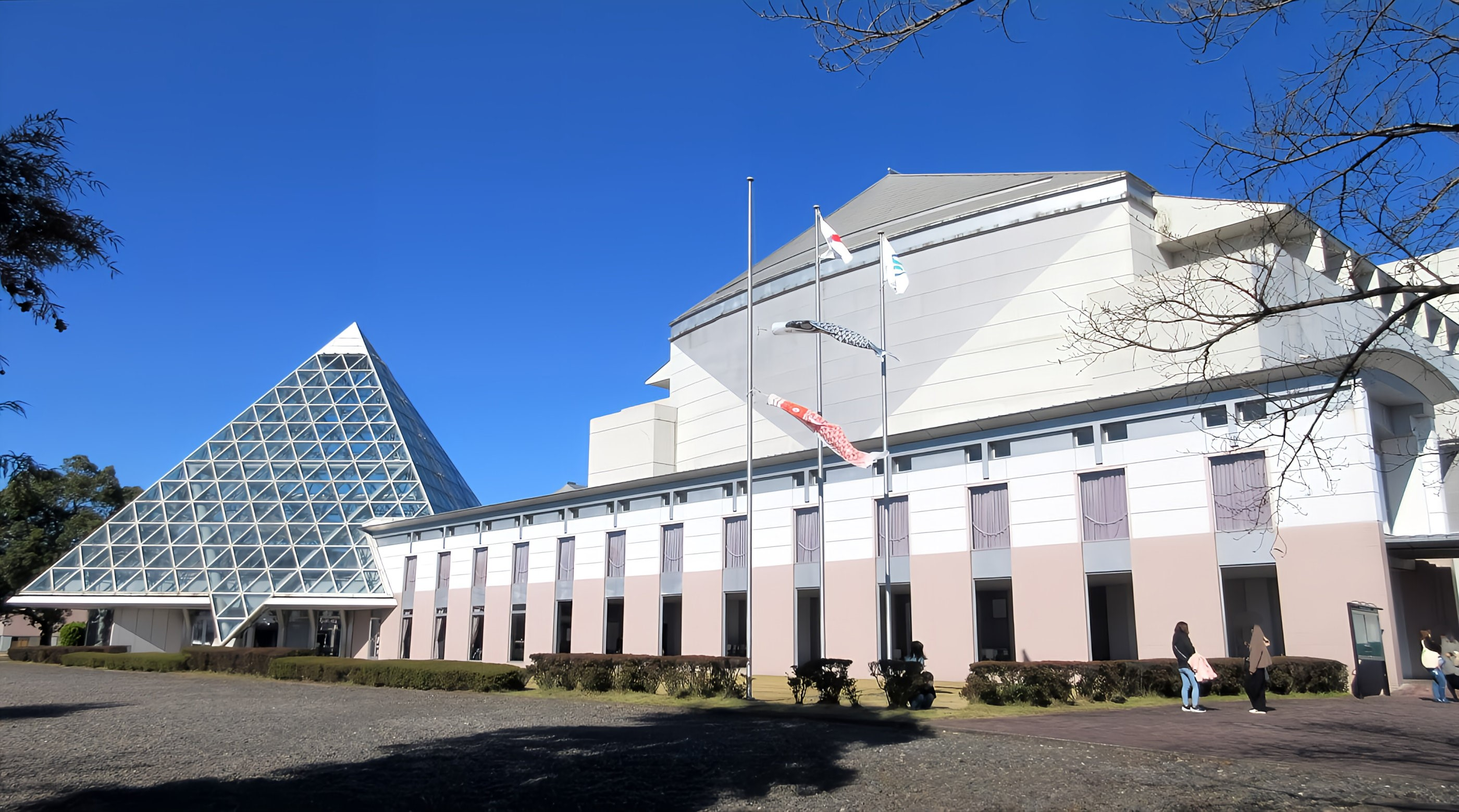
パストラルかぞ
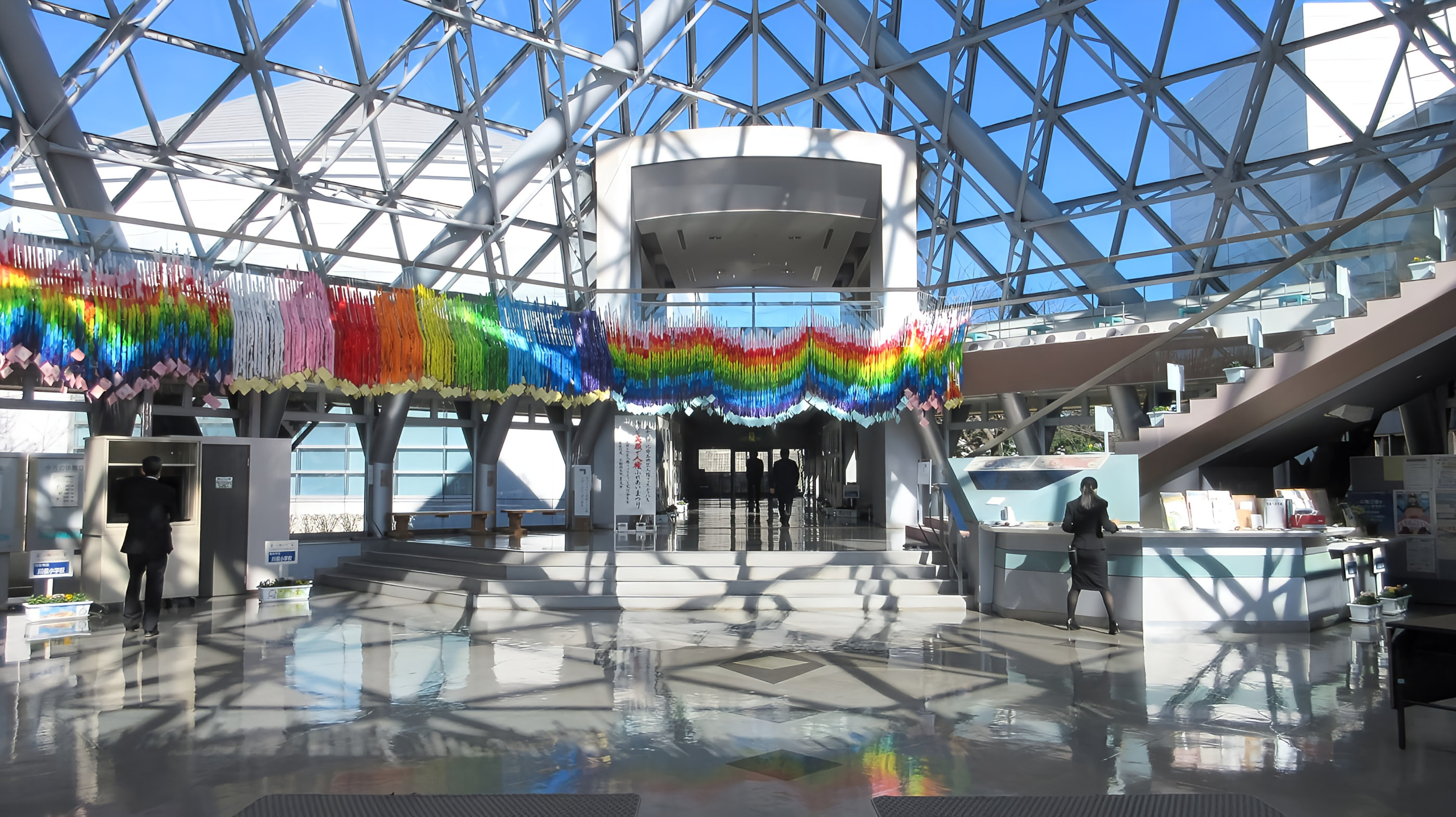
1F グローバルホール

### 県の施設

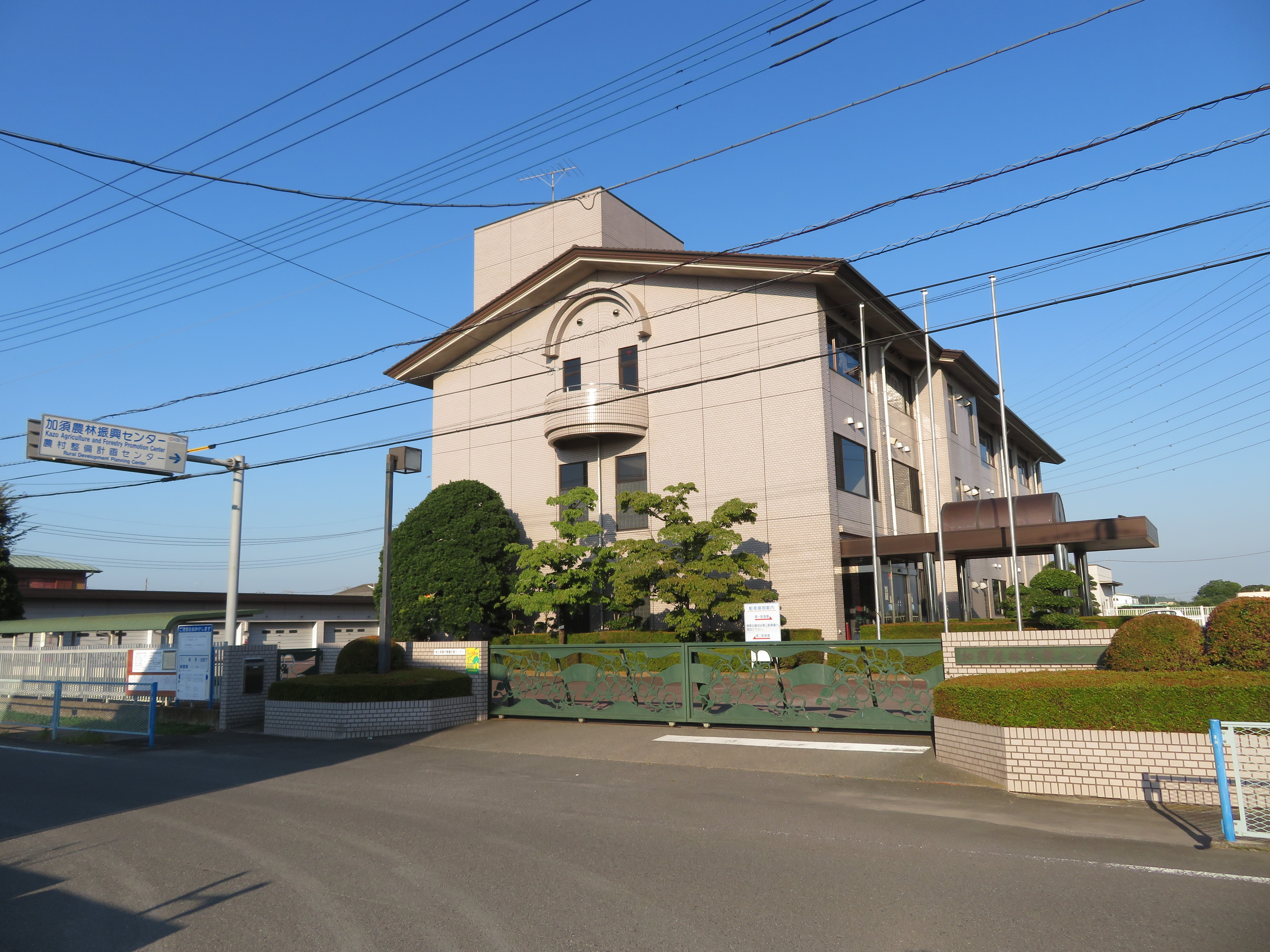
加須農林振興センター・農村整備計画センター
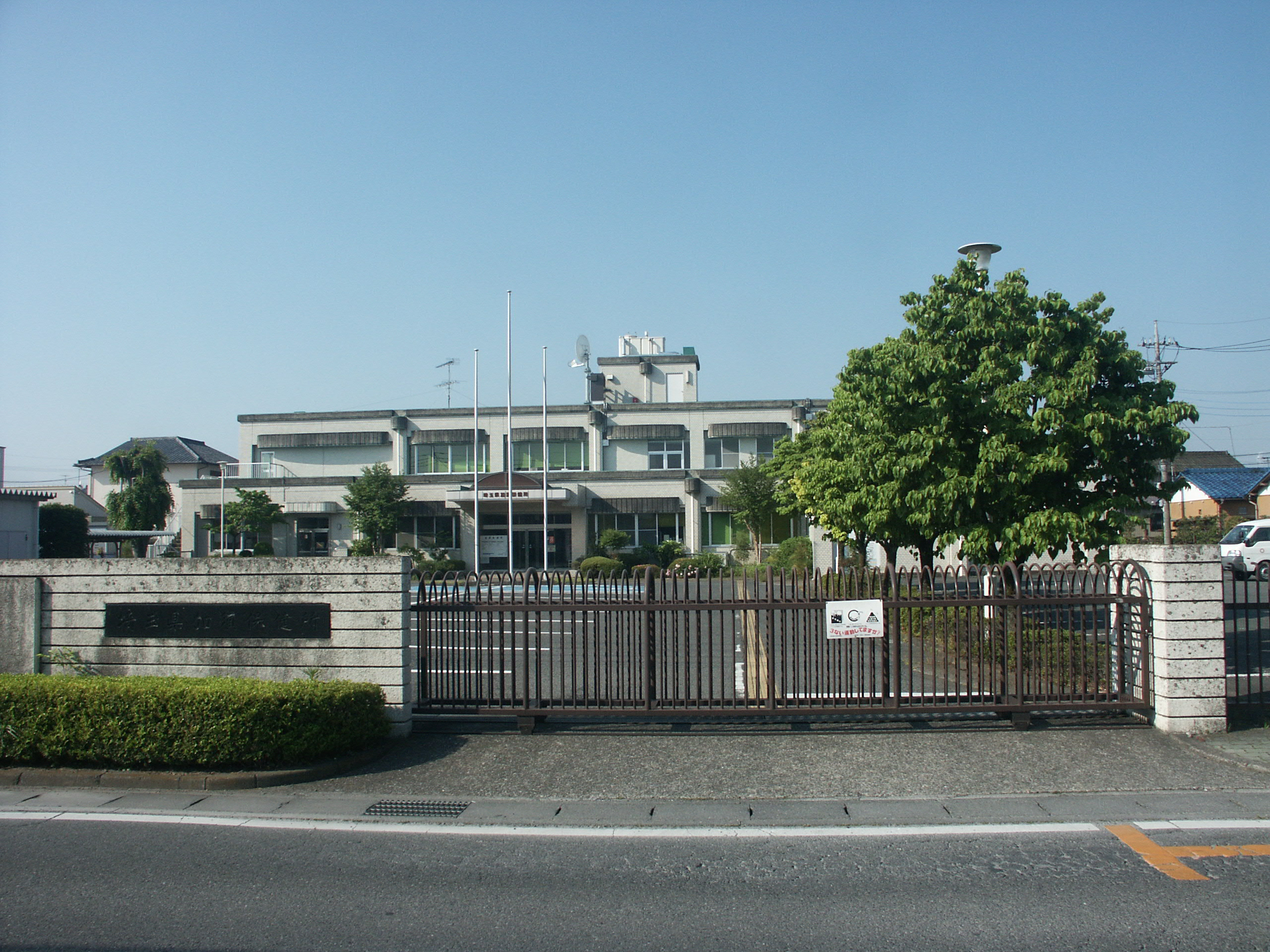
加須保健所
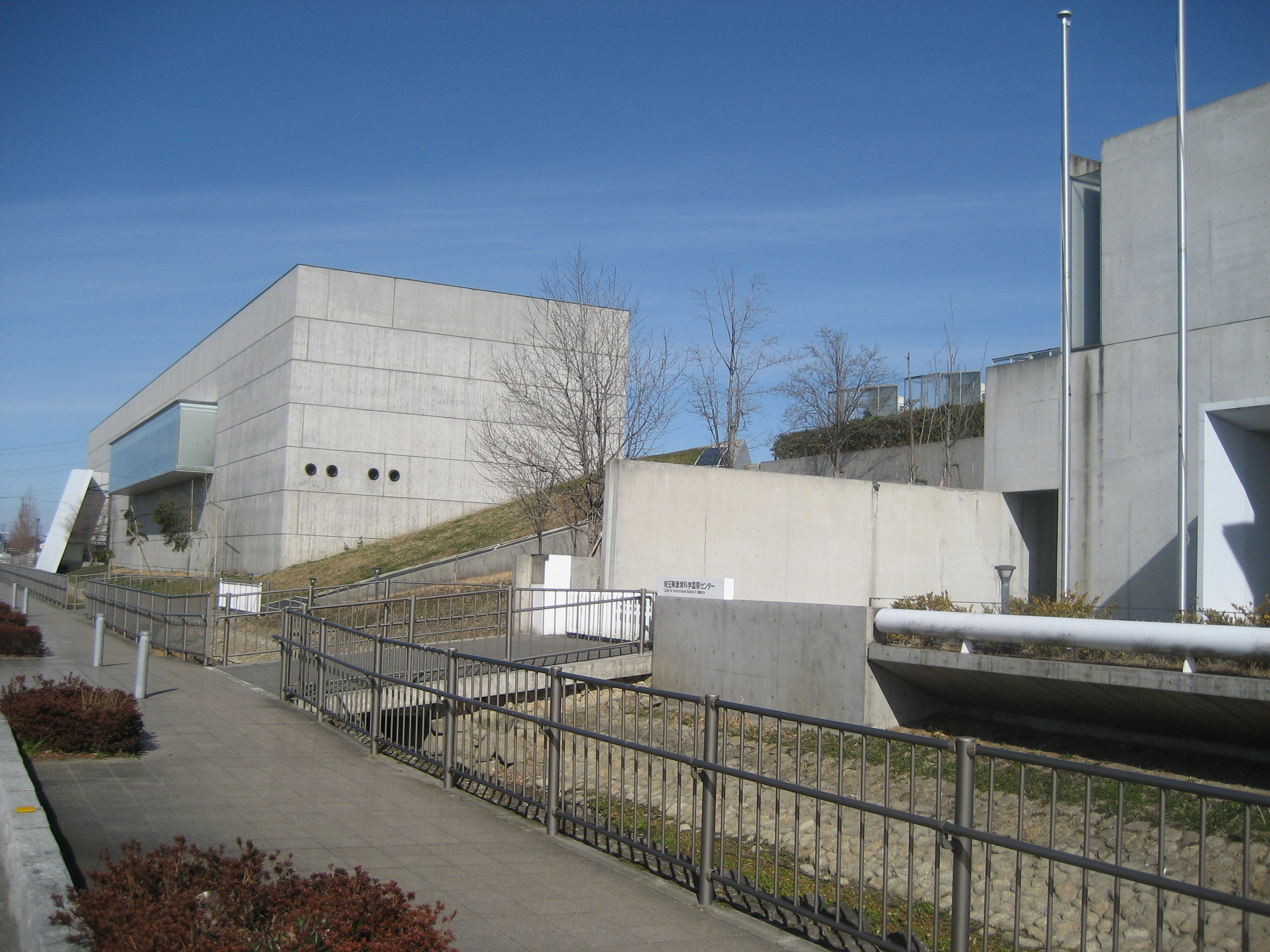
環境科学国際センター

- 加須須農林振興センター
- 農村整備計画センター
- 埼玉県立加須げんきプラザ
- 埼玉県水産研究所
- 加須保健所
- 埼玉県環境科学国際センター

### 国の施設
- 国土交通省利根川上流河川事務所 大利根出張所 - 2008年（平成20年）4月1日に栗橋出張所から改称。同年9月9日に現在地に移転。
- 同事務所 渡良瀬遊水地出張所

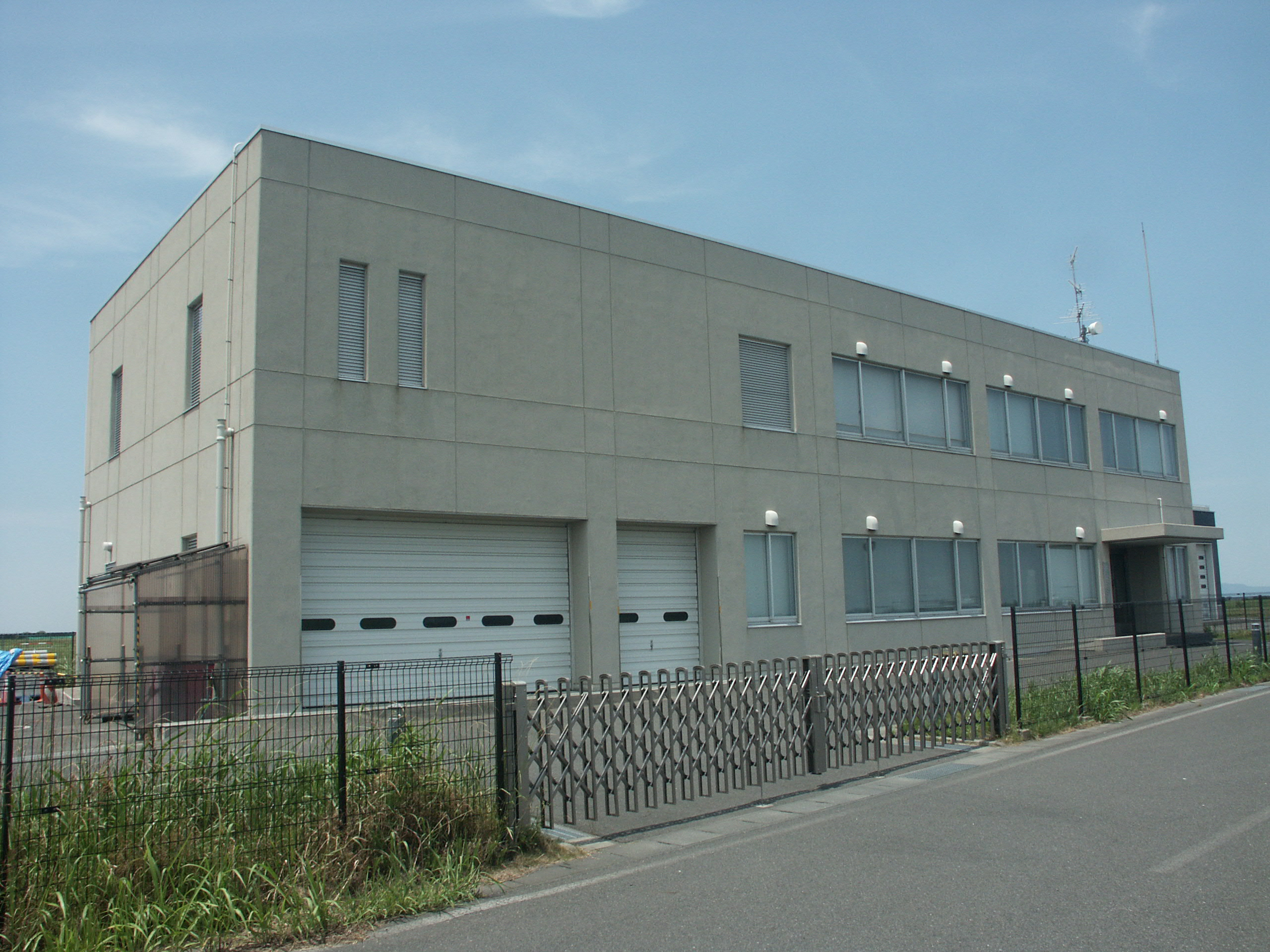
大利根出張所
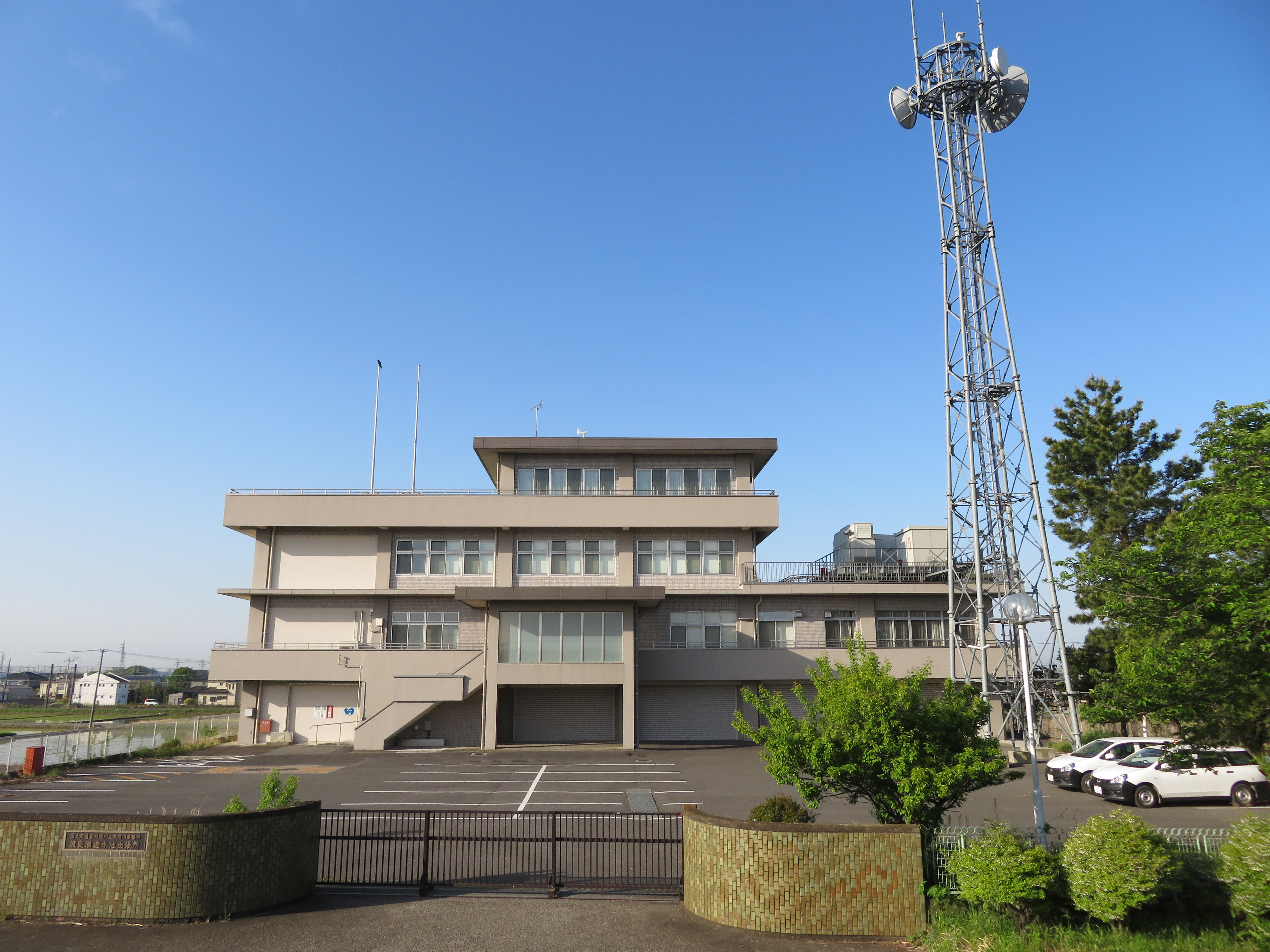
渡良瀬遊水地出張所

### 広域行政
一部事務組合
- 埼玉東部消防組合 - 幸手市、白岡市、杉戸町、久喜市、南埼玉郡宮代町とともに消防事務を行っている。
- 広域利根斎場組合（メモリアルトネ） - 当市、久喜市、幸手市、南埼玉郡宮代町の3市1町で、共同で斎場運営を行っている。
- 加須市・羽生市水防事務組合 - 羽生市とともに利根川のうち羽生市と加須市大利根地域の水防事務を行っている。
- 埼玉県都市ボートレース企業団 - 飯能市、草加市、本庄市、東松山市、狭山市、春日部市、羽生市、鴻巣市、深谷市、上尾市、越谷市、入間市、朝霞市、さいたま市とともに、戸田競艇の開催等に関する事務を行っている。

過去に設置されていた一部事務組合
- 加須鴻巣学校給食センター組合 - 加須市の騎西地域（旧騎西町）の小学校・中学校・幼稚園と鴻巣市の川里地域（旧川里町）の小学校に給食を共同で提供していた。なお、各町が合併する前の名称は「騎西川里学校給食センター組合」であった。平成25年3月31日に解散し組合の設備は加須市に継承され、「加須市立騎西学校給食センター」に変更された。

協議会
- 北埼玉地域「彩の国づくり」連絡協議会 - 行田市・羽生市とともに公共施設の相互利用を行っている。
- 埼玉利根保健医療圏医療連携推進協議会（とねっと） - 利根保健医療圏（行田市・加須市・羽生市・久喜市・蓮田市・幸手市・白岡市・宮代町・杉戸町）内の医師会・自治体、「地域医療再生計画」への提案を行った実施事業者、埼玉県加須保健所・埼玉県幸手保健所で構成し、複数医療施設にまたがる医療情報を共有化して、住民（患者）を中心とした一貫性のある医療サービスを提供している。

## 議会

### 加須市議会
- 定数：28人
- 任期：2023年5月1日 - 2027年4月30日[36]

### 埼玉県議会
- 選挙区：東3区加須市選挙区
- 定数：2人
- 任期：2023年4月30日 - 2027年4月29日
- 投票日：2023年4月9日
- 当日有権者数：93,362人
- 投票率：32.49％

| 候補者名   | 当落 | 年齢 | 所属党派   | 新旧別 | 得票数   |
| ---------- | ---- | ---- | ---------- | ------ | -------- |
| 千葉達也   | 当   | 60   | 自由民主党 | 現     | 11,327票 |
| 高橋稔裕   | 当   | 39   | 自由民主党 | 現     | 10,562票 |
| 池田裕美子 | 落   | 63   | 無所属     | 新     | 7,998票  |

### 衆議院
- 選挙区：埼玉12区（熊谷市（旧江南町域を除く）、行田市、加須市、羽生市、鴻巣市（旧川里町域））
- 任期：2021年10月31日 - 2025年10月30日
- 投票日：2021年10月31日
- 当日有権者数：369,482人
- 投票率：55.52％

| 当落 | 候補者名 | 年齢 | 所属党派   | 新旧別 | 得票数    | 重複 |
| ---- | -------- | ---- | ---------- | ------ | --------- | ---- |
| 当   | 森田俊和 | 47   | 立憲民主党 | 前     | 102,627票 | ○    |
| 比当 | 野中厚   | 44   | 自由民主党 | 新     | 98,493票  | ○    |

## 地域

### 町名一覧
加須市では、一部の区域で住居表示に関する法律に基づく住居表示が実施されている。住居表示実施前の町名等欄で下線がある町名はその全部、それ以外はその一部であり、町名の末尾に数字がある場合には丁目を表す。

#### 加須地域
- 中央（ちゅうおう）1-2丁目
- 本町（ほんちょう）
- 元町（もとまち）
- 南町（みなみちょう）
- 富士見町（ふじみちょう）
- 東栄（とうえい）1-2丁目
- 久下（くげ）1-6丁目
- 久下（くげ）

- 不動岡（ふどおか）1-3丁目
- 不動岡（ふどおか）
- 下谷（しもや）
- 岡古井（おかふるい）

- 大門町（だいもんちょう）
- 諏訪（すわ）1-2丁目
- 向川岸町（むこうがしちょう）
- 睦町（むつみちょう）1-2丁目
- 浜町（はまちょう）
- 上三俣（かみみつまた）
- 下三俣（しもみつまた）
- 北小浜（きたこばま）
- 多門寺（たもんじ）
- 北篠崎（きたしのざき）
- 三俣（みつまた）1-2丁目

- 土手（どて）1-2丁目
- 愛宕（あたご）1-2丁目
- 礼羽（らいは）
- 馬内（もうち）

- 川口（かわぐち）
- 南大桑（みなみおおくわ）
- 南篠崎（みなみしのざき）1-2丁目
- 南篠崎（みなみしのざき）
- 花崎（はなさき）1-5丁目
- 花崎北（はなさききた）1-4丁目
- 花崎（はなさき）
- 川口1-5丁目
- 鳩山町（はとやまちょう）
- 大桑（おおくわ）1-2丁目

- 水深（みずぶか）
- 北辻（きたつじ）
- 今鉾（いまぼこ）
- 割目（わりめ）
- 油井ケ島（ゆいがしま）
- 常泉（つねいずみ）
- 南小浜（みなみおばま）
- 下高柳（しもたかやなぎ）
- 船越（ふなこし）
- 大室（おおむろ）
- 下高柳（しもたかやなぎ）1丁目

- 下樋遣川（しもひやりかわ）
- 上樋遣川（かみひやりかわ）
- 中樋遣川（なかひやりかわ）
- 戸川（とがわ）
- 町屋新田（まちやしんでん）
- 古川（ふるかわ）1-2丁目

- 志多見（しだみ）
- 平永（ひらなが）
- 阿良川（あらかわ）
- 串作（くしつくり）

- 大越（おおごえ）
- 外野（そとの）

#### 騎西地域
- 騎西（きさい）
- 外川（そとかわ）
- 下崎（しもさき）

- 上崎（かみさき）
- 内田ケ谷（うちたがや）
- 外田ケ谷（そとたがや）
- 道地（どうち）

- 下種足（しもたなだれ）
- 中種足（なかたなだれ）
- 上種足（かみたなだれ）
- 中ノ目（なかのめ）
- 戸室（とむろ）
- 西ノ谷（にしのや）

- 鴻茎（こうぐき）
- 芋茎（いもぐき）
- 牛重（うしがさね）
- 根古屋（ねごや）

- 上高柳（かみたかやなぎ）
- 日出安（ひでやす）
- 正能（しょうのう）
- 戸崎（とさき）

#### 北川辺地域
- 飯積（いいづみ）
- 麦倉（むぎくら）
- 柳生（やぎゅう）

- 小野袋（おのふくろ）
- 柏戸（かしわど）
- 向古河（むかいこが）
- 伊賀袋（いがふくろ）
- 駒場（こまば）
- 栄（さかえ）
- 本郷（ほんごう）
- 陽光台（ようこうだい）1-2丁目

#### 大利根地域
- 旗井（はたい）
- 旗井（はたい）1-3丁目
- 中渡（なかわた）
- 新川通（しんかわどおり）
- 外記新田（げきしんでん）

- 弥兵衛（やへえ）
- 佐波（ざわ）
- 砂原（すなはら）
- 細間（ほそま）
- 道目（どうめ）
- 新利根（しんとね）1-2丁目

- 琴寄（ことより）
- 北下新井（きたしもあらい）
- 北下新井（きたしもあらい）1丁目
- 北平野（きたひらの）

- 間口（まくち）
- 新井新田（あらいしんでん）
- 北大桑（きたおおくわ）
- 阿佐間（あざま）
- 生出（おいで）
- 杓子木（しゃくしぎ）
- 松永新田（まつながしんでん）
- 豊野台（とよのだい）1-2丁目

### 教育

#### 大学
- 平成国際大学

#### 高等学校
- 埼玉県立不動岡高等学校
- 開智未来高等学校
- 花咲徳栄高等学校　- 第99回全国高等学校野球選手権大会優勝校

他に、2008年4月、埼玉県立不動岡誠和高等学校と埼玉県立騎西高等学校が統合し開校した、埼玉県立誠和福祉高等学校が羽生市との市境上にある。学校所在地は羽生市。

#### 特別支援学校
- 埼玉県立騎西特別支援学校

#### 中学校
- 加須地域
  - 昭和中学校
  - 加須西中学校
  - 加須東中学校
  - 加須北中学校
  - 加須平成中学校
- 騎西地域
  - 騎西中学校
- 北川辺地域
  - 北川辺中学校
- 大利根地域
  - 大利根中学校
- 私立
  - 開智未来中学校

#### 小学校
- 加須地域
  - 加須小学校
  - 不動岡小学校
  - 三俣小学校
  - 礼羽小学校
  - 大桑小学校
  - 花崎北小学校
  - 水深小学校
  - 樋遣川小学校
  - 志多見小学校
  - 大越小学校
  - 加須南小学校
- 騎西地域
  - 騎西小学校
  - 田ケ谷小学校
  - 種足小学校
  - 鴻茎小学校
  - 高柳小学校
- 北川辺地域
  - 北川辺西小学校
  - 北川辺東小学校
- 大利根地域
  - 大利根東小学校
  - 原道小学校
  - 元和小学校
  - 豊野小学校

### 警察・消防
警察
- 加須警察署
- 加須駅前交番
- 騎西交番
- 花崎交番
- 北川辺交番
- 志多見駐在所
- 大越駐在所
- 元和駐在所
- 原道駐在所
- 東駐在所

消防
- 埼玉東部消防組合（消防広域化前は加須市消防本部）
  - 加須消防署
    - 騎西分署
    - 北川辺分署
    - 大利根分署
- 加須市消防団

### 電話番号
市外局番は旧北川辺町域を除く区域が「0480」（久喜MA）。旧北川辺町域のみ「0280」（古河MA）。

### 郵政
郵便番号は旧加須市域が「347-00xx」、旧騎西町域が「347-01xx」、旧北川辺町域が「349-12xx」、旧大利根町域が「349-11xx」である。
- 加須郵便局 - 旧加須市・旧騎西町・旧北川辺町地域の集配を担当
- 栗橋郵便局（久喜市） - 旧大利根町域の集配を担当

- 大越郵便局
- 加須樋遣川郵便局
- 花崎駅前郵便局
- 水深郵便局
- 志多見郵便局
- 不動岡郵便局
- 加須久下郵便局
- 加須東栄郵便局
- 騎西郵便局
- 元和郵便局
- 豊野郵便局
- 大利根細間郵便局
- 田ケ谷簡易郵便局
- 北川辺郵便局

### 住宅団地
- 加須久下住宅（久下）
- 大利根細間住宅（細間）
- 加須南大桑住宅（南大桑）
- 加須北小浜住宅（北小浜）

## 経済・産業
東京都市圏（東京通勤圏）でありながら市内の工業団地などの産業・雇用で周辺の羽生市などからの労働人口流入もあり、加須都市圏を形成している。埼玉県において米の生産・作付面積が第一位であり、産出額も37億5千万円（2021年）で県内1位である。小麦も県内上位の作付け面積で加須うどんが有名。「加須の手打ちうどん」とも呼ばれる。こいのぼりの生産数が日本一を誇る。

### 本社がある企業
- 株式会社ワコム - コンピュータ入力機器の開発・製造・販売元。ペンタブレット世界シェア1位。
- 株式会社釜屋 - 日本酒「力士」の蔵元。テレビ埼玉でコマーシャルを流している。
- 松勘工業 - 武道用品の製造・販売。
- 古河薬品工業 - 自動車用ケミカル製品の製造・販売[40]。

### 名産・特産品
- 手描きこいのぼり
- 手打ちうどん（加須うどん）
- 浮野みそ
- 五家宝
- いがまんじゅう
- 塩あんびん
- 柔剣道具
- 硬式野球ボール
- 川魚料理
- いちじくを使った加工品
- 梨
- 米 - 米の生産・作付面積が埼玉トップであり、「北川辺こしひかり」と「彩のかがやき」の2つのブランド米が存在する。

### 商業
- ビバモール加須
- 加須マイン（東武ストア加須店）
- カスミ 花崎店・ビバモール加須店
- とりせん 加須浜町店
- Big-A 加須店

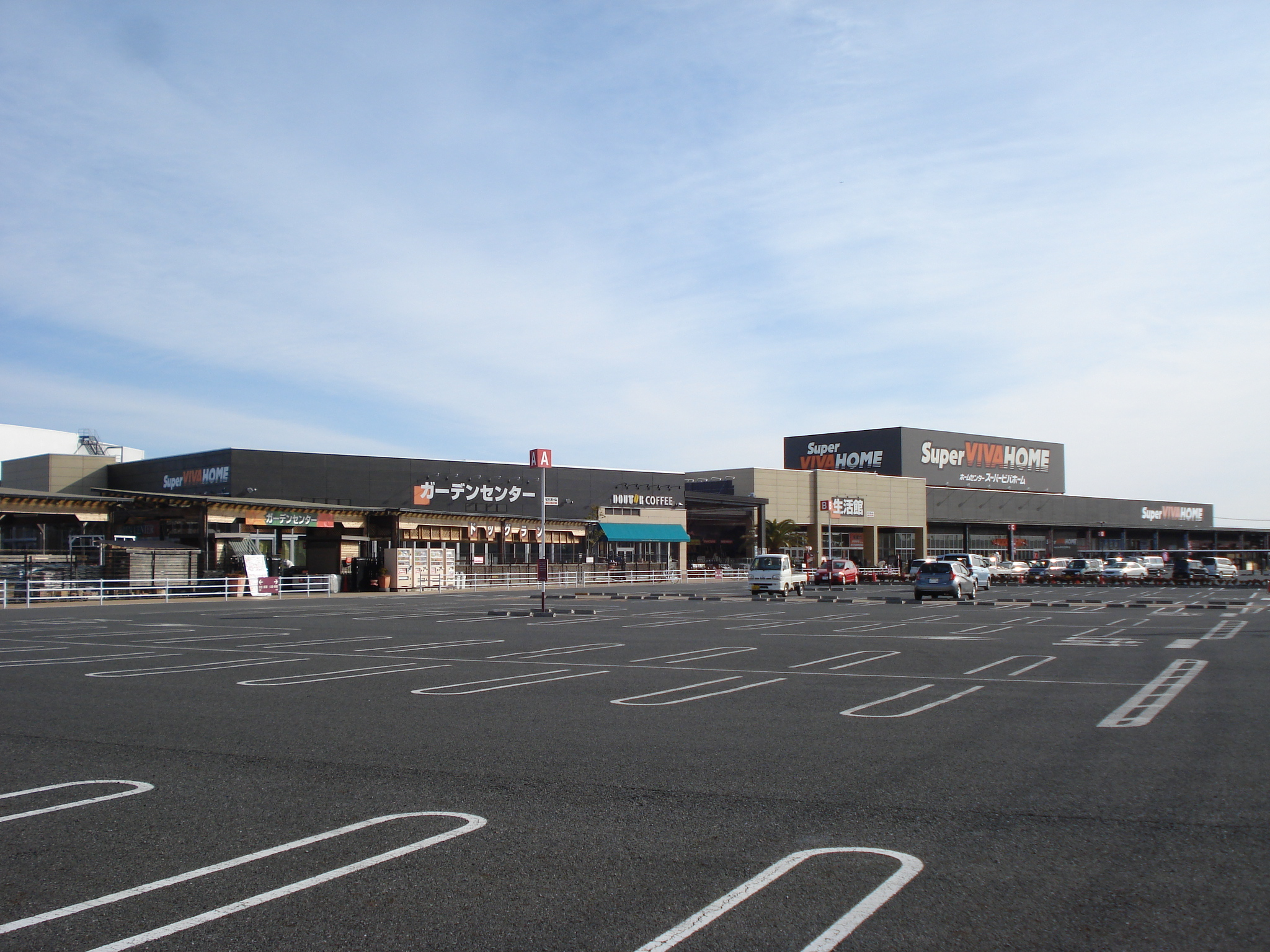
ビバモール加須

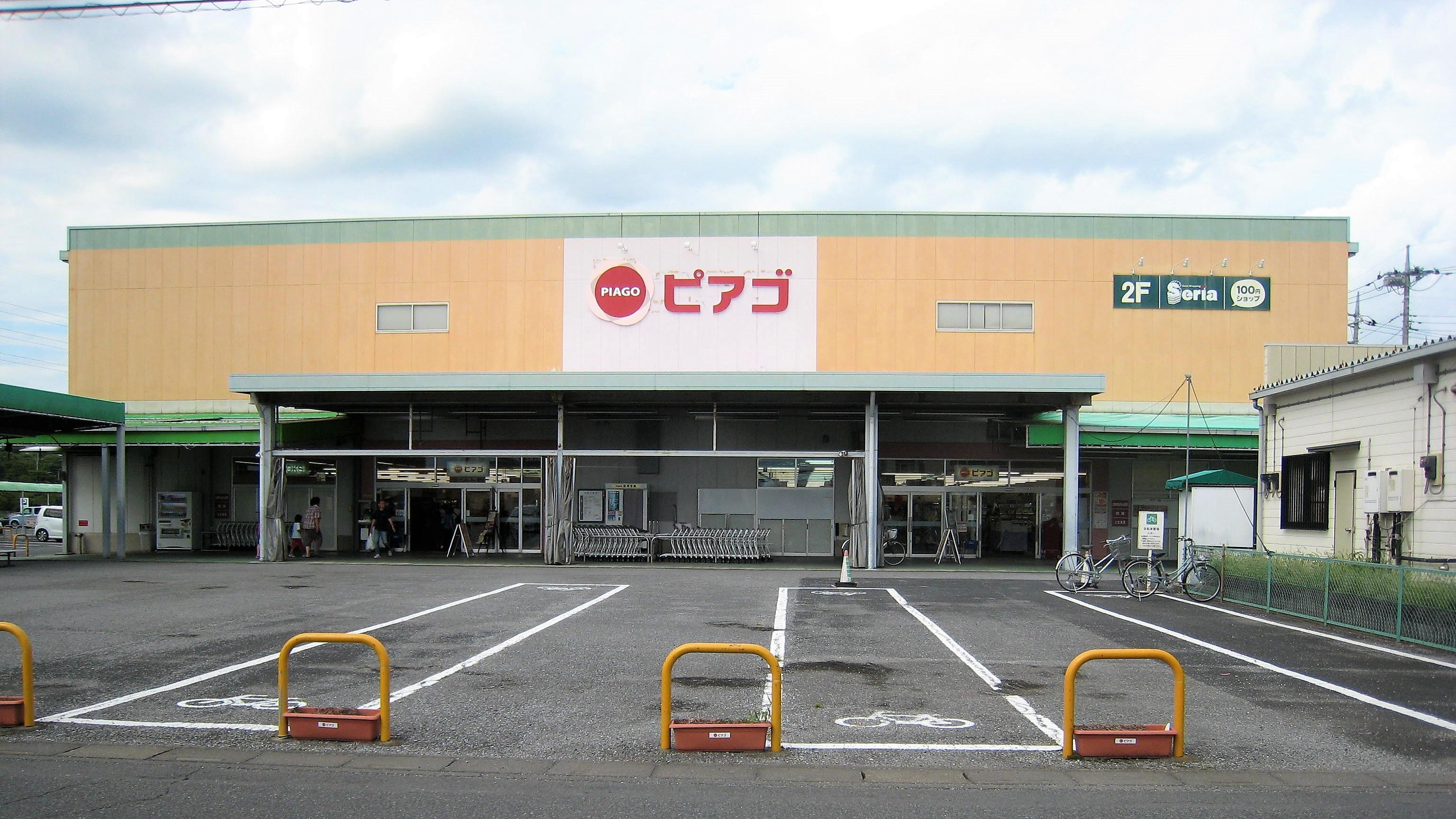
MEGAドン・キホーテUNY大桑店

- カインズモール大利根（カインズホーム大利根店・ベイシアフードセンター大利根店・ベイシア電器大利根店・オートアールズ大利根店）
- MEGAドン・キホーテUNY大桑店
- しまむら 加須店・ビバモール加須店
- カワチ薬品加須店
- ドラッグストア セキ加須店・花崎店・北川辺店
- ヤマダデンキテックランド加須店
- トライアル騎西店
- ベルク加須久下店
- ナフコ北加須店/資材館
- コメリ北川辺店
- ヤオコー加須店 （旧イトーヨーカドー加須店跡地に出店）

### 工業
工業団地
- 加須工業団地（57.8ヘクタール）
- 加須流通業務団地（33.7ヘクタール）
- 加須・大利根工業団地（97.4ヘクタール）
- 加須川口工業団地（28.4ヘクタール）
- 加須下高柳工業団地（21.4ヘクタール）
- 加須むさしの工業団地（4.4ヘクタール）
- 騎西工業団地（35.5ヘクタール）
- 騎西藤の台工業団地（44.2ヘクタール）
- 騎西城南産業団地（19.6ヘクタール）
- 大利根豊野台テクノタウン（55.8ヘクタール）
- 加須IC東産業団地（17.7ヘクタール）

### 金融機関
- 埼玉りそな銀行
  - 加須支店
  - 騎西支店
- 足利銀行
  - 加須支店

かつては北川辺出張所が存在したが、2017年8月末をもって古河支店へ統合・廃止された。
- 武蔵野銀行加須支店
- 埼玉縣信用金庫
  - 加須支店
  - 花崎支店
  - 騎西支店
- ほくさい農業協同組合
  - 加須中央支店
  - 加須西支店
  - 加須北支店
  - 大桑支店
  - 水深支店
  - 埼玉志多見支店

### その他
- 埼北自動車学校
- 湖池屋（関東工場）
- コロンバン(埼玉工場)

## マスメディア

### テレビ
- J:COM 埼玉県央（ケーブルテレビ） - 旧大利根町のおおよそ東半分と、旧加須市と旧騎西町は大半の地域が放送エリア[41]。

### ラジオ
- わたらせコミュニティメディア（コミュニティ放送局） - 2023年8月5日に開局した。愛称は『FMわたらせ』。局舎は道の駅かぞわたらせ内。

## 交通

### 道路
高速道路
- 東北自動車道
  - 加須IC

一般国道
- 国道122号
  - 騎西菖蒲バイパス
- 国道125号加須羽生バイパス
市街地中心部を通る国道125号旧道は、県道38号加須鴻巣線及び県道128号熊谷羽生線に転換[42]。
- 国道354号
  - 板倉北川辺バイパス

県道
- 主要地方道
  - 埼玉県道9号佐野古河線
  - 埼玉県道38号加須鴻巣線
  - 埼玉県道46号加須北川辺線
  - 埼玉県道60号羽生外野栗橋線
  - 埼玉県道84号羽生栗橋線
- 一般県道
  - 埼玉県道128号熊谷羽生線
  - 埼玉県道129号加須羽生線
  - 埼玉県道149号加須菖蒲線
  - 埼玉県道151号久喜騎西線
  - 埼玉県道152号加須幸手線
  - 埼玉県道305号礼羽騎西線
  - 埼玉県道366号三田ヶ谷礼羽線
  - 埼玉県道370号北中曽根北大桑線
  - 埼玉県道411号加須停車場線

その他の道路
- 南北埼広域農道

### 鉄道
- 東武鉄道
  - 伊勢崎線
    - 加須駅 - 花崎駅

  - 日光線
    - 新古河駅 - 柳生駅

これ以外にも、旧大利根町区域を中心に久喜市のJR東日本東北本線（宇都宮線）栗橋駅を最寄り駅とする地域がある。線路も市の東側をかすめているが、市域内に駅はない。

### 路線バス
- 朝日バス加須営業所（加須車庫 - 加須駅北口 - 加須駅南口 - 騎西城 - 騎西総合支所前  - 鴻巣市方面、豊野コミュニティセンター - 川口コミュニティセンター - 加須川口工業団地入口 - 久喜市鷲宮方面）
- 加須市コミュニティバス「かぞ絆号」
  - シャトルバス[43]：新古河駅西口 - 柳生駅 - 北川辺総合支所 - 道の駅童謡のふる里おおとね - 樋遣川十字路 - 加須市役所 - 加須駅南口 - 済生会加須病院
  - 東循環コース左回り
  - 東循環コース右回り
  - 西循環コース左回り
  - 西循環コース右回り
- 秩父鉄道観光バス（JRバス関東アライアンス）
  - 高速バス ゆめぐり埼玉号 加須駅北口発 伊香保温泉・草津温泉行き（2024年1月20日運行開始）[44]

### デマンドバス
- 加須市コミュニティバス「かぞ絆号」デマンド型乗合タクシー

### タクシー
タクシーの営業区域は県北交通圏で、熊谷市・深谷市・本庄市・行田市・羽生市などと同じである。

## イベント・名所・旧跡・観光
- 2月3日：不動尊（總願寺）の豆まき - 壇上で鬼がたいまつを振り回し、火の粉を散らす。毎年力士などが招待され、豆や菓子が撒かれる。
- ゴールデンウィーク : 藤まつり - 旧騎西町の玉敷神社神苑である玉敷公園にて開かれる。毎年、「ミス藤むすめコンテスト」が行われている。
- 5月3日：市民平和祭・ジャンボこいのぼり遊泳
- 6月25日：加須市うどんの日 - 名物である加須うどんを全国に広めようと、記念日として申請しそれが制定され、2013年より行われている日である。2013年は加須市役所にて、2014年にはパストラルかぞの施設前広場にて「うどん即売会」が開催された。
利根川河川敷緑地公園が会場（予備日は4日）。ジャンボこいのぼりの遊泳は、1988年（昭和63年）から始まり、最近は全長100メートル、重さ350kg、口の直径10mのジャンボこいのぼり"4世"が遊泳する。こちらは2013年（平成25年）9月頃から製作が開始され、2014年（平成26年）3月頃完成し、当年初遊泳がされた。これは前年の遊泳終了時に破損してしまった、3世に替わるものであり、新たなこいのぼりの製作は10年ぶりとなる。
- 7月第2土曜日 - 日曜日、もしくは第3土曜日 - 日曜日：夏祭り - 各町内の山車や神輿が出て、町内ごとに武州加須囃子を披露する。愛称は「かぞ どんとこい まつり」
- 7月第4土曜日：騎西夏祭り - 旧騎西町にて開かれていたもの。
- 8月上旬：鯉・来いKAZOフェスティバル（旧七夕祭り）
- 10月第1日曜日：奇彩ハロウィン - 旧騎西町にて行われるハロウィンイベント。名前は町名を捩ったもの。優勝者にはディズニーランドのチケットがもらえる。
- 10月第3日曜日：交通安全パレード - 市民運動場を中央会場に、市内全小学校が色とりどりの衣装で鼓笛パレードを行う。
- 11月：ジャンボこいのぼりの虫干し - 加須はなさき公園の芝生広場で、1世と3世が並べられる。
- 11月上旬 : 利根スカイフェスティバル - ジャンボこいのぼりと同様、利根川河川敷にて周辺市町や陸上自衛隊の協力のもと開催されている。イベントの中ではわんこそばをモチーフにした「うどん早食い競争」も開かれる。
- 12月第1日曜日：加須こいのぼりマラソン - 最長はハーフ。
- 水の郷百選 - 昔ながらの武蔵野の田園風景を残す「浮野の里」。
- 手打ちうどん - 当市内には40前後のうどん店があり、そのうちの30店舗がスタンプラリーに参加している。
- 加須カレー - 当市が「埼玉一の米どころ」であることをアピールするとともに、新たな名物を作ろうという動きにより誕生したもの。主に市内のイベントにて出店しているが、普段は市内の飲食店で提供されている。他にはこのカレーを用いた「加須カレーパン」もあり、こちらも加須カレーのブースにて販売しているほか、駅近くの小松ベーカリーにて販売がされている。

- むさしの村
- 会の川親水公園
- 加須未来館 - プラネタリウムがある。天体観測会も開かれる。
- ワク井ミュージアム
- 埼玉県立加須げんきプラザ
- 加須はなさき水上公園
- 利根サイクリングコース - 利根川堤防上に設けられた自転車専用道路を行田市まで走ることができる。
- 加須市民体育館 - フリークライミングの世界大会が開かれることがある。
- サトエ記念21世紀美術館（2022年6月26日閉館[45]）
- 志多見砂丘（河畔砂丘）
- あじさいロード（玉敷公園-キャッスルきさい）

- 騎西城跡
- 旧川ふるさと公園
- オニバス自生地[46]
- 渡良瀬遊水地
- 道の駅かぞわたらせ
- 北川辺ライスパーク
- 栃木・群馬・埼玉の三県境
- おおとね童謡のふる里室 - 童謡や校歌作曲で知られる 下總皖一の資料展示。
- 農業創生センター
- 道の駅童謡のふる里おおとね
- カスリーン公園
- 斎藤与里記念公園

- 対岸の茨城県古河市の河川敷のゴルフ場で8月に開催されている「古河花火大会」を後援している。ちなみに、2003年頃までは、加須はなさき水上公園を打ち上げ場所として、「加須納涼花火大会」が開かれていた。

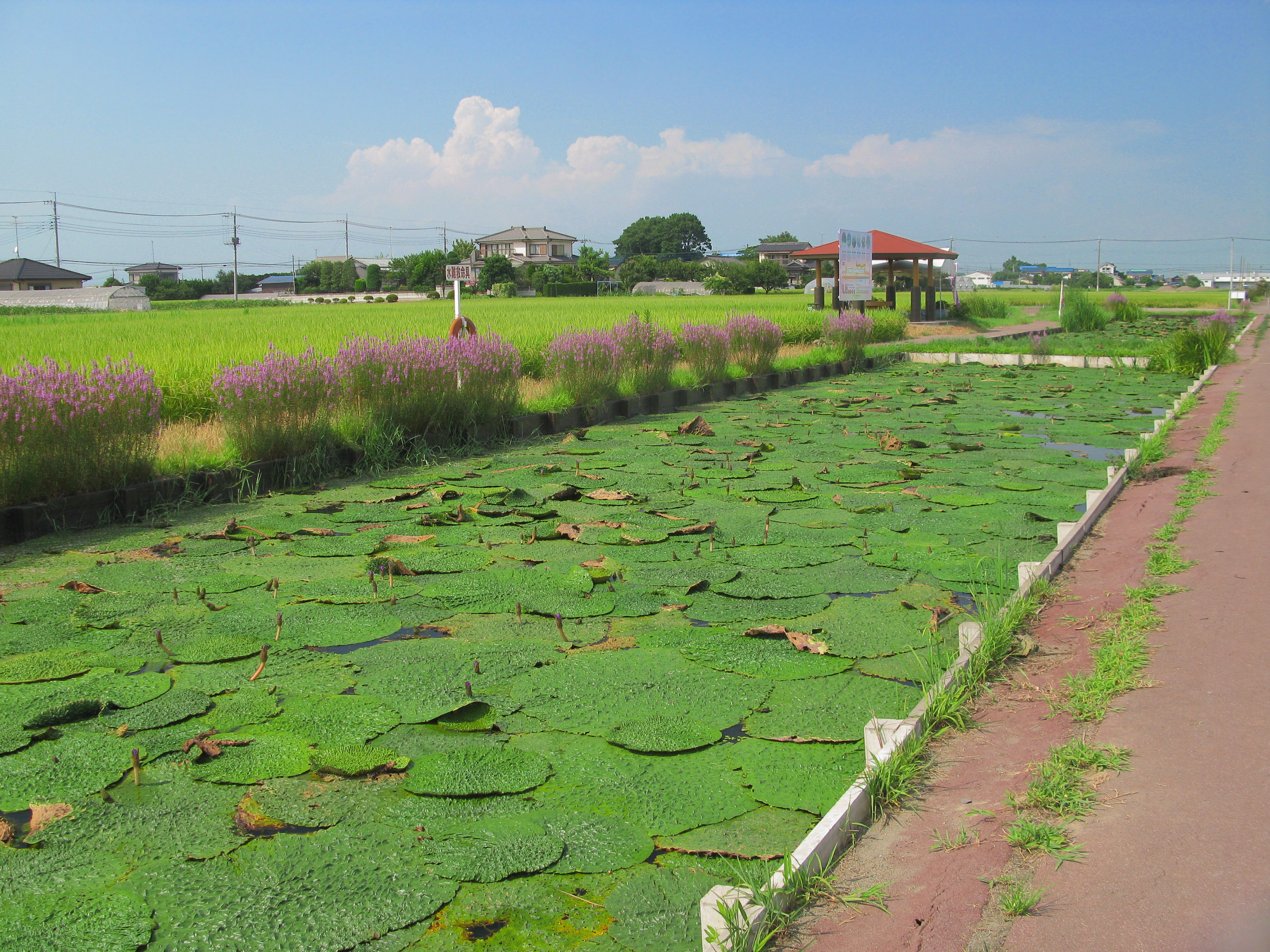
オニバス自生地
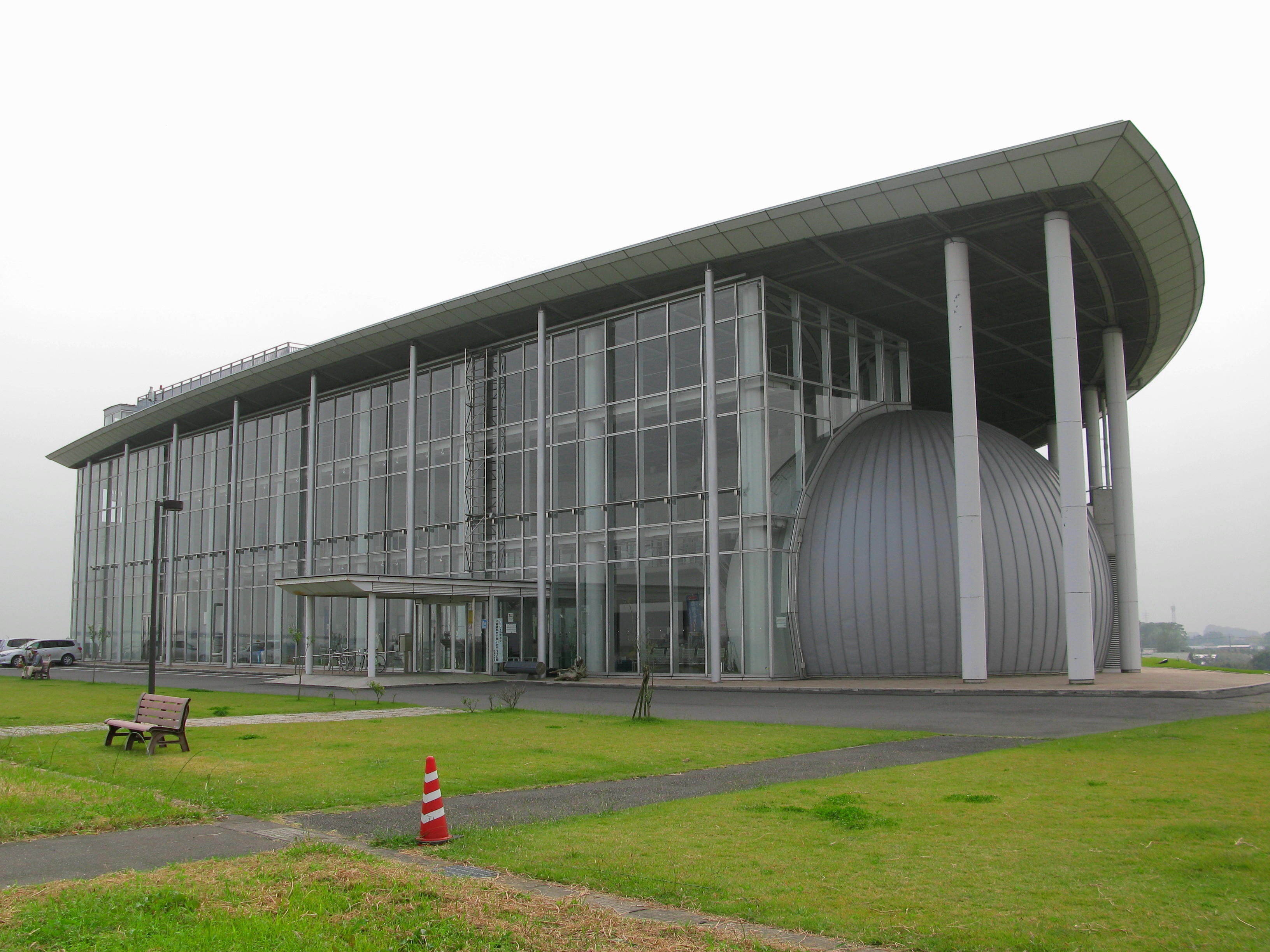
加須未来館
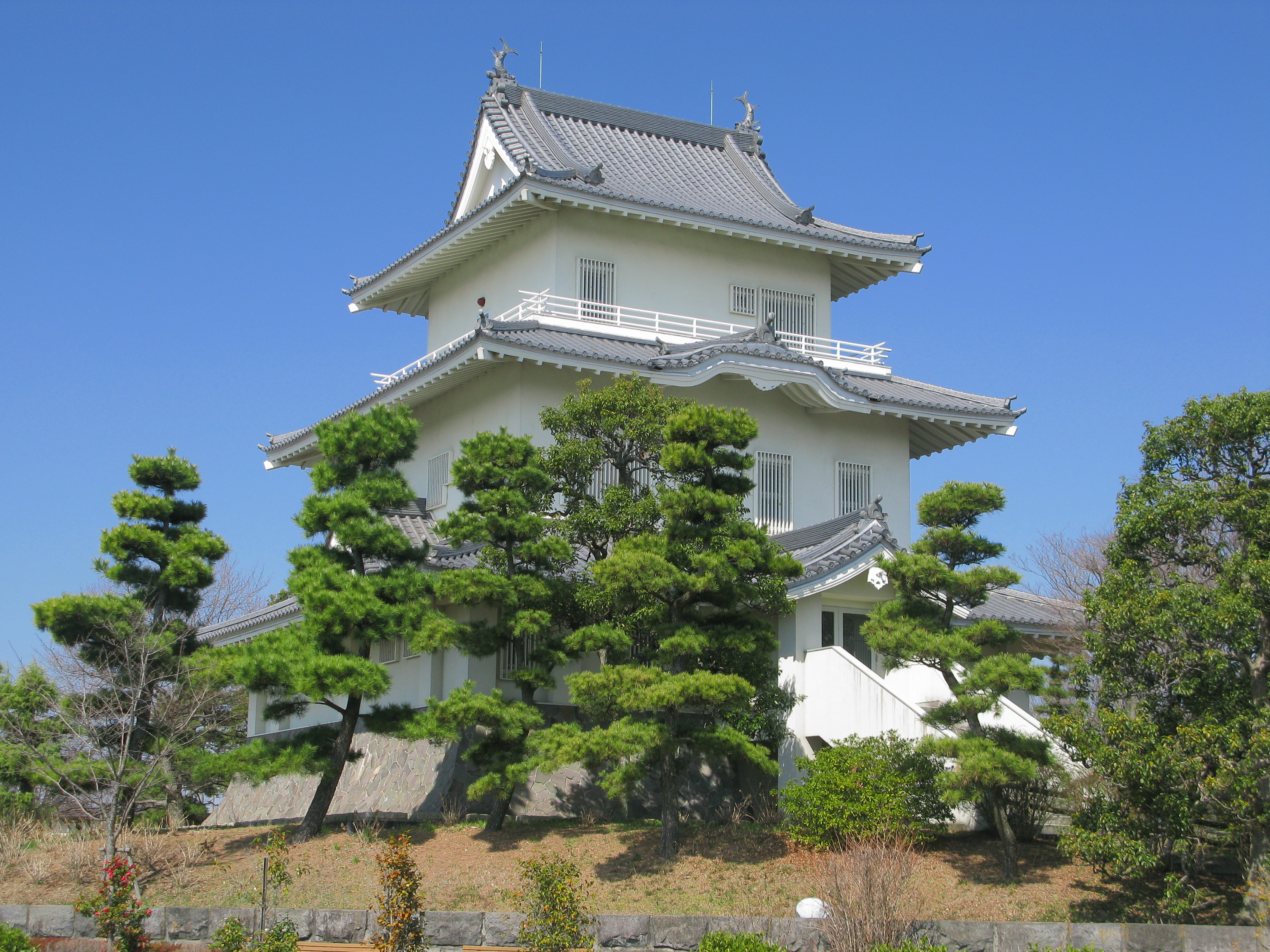
騎西城
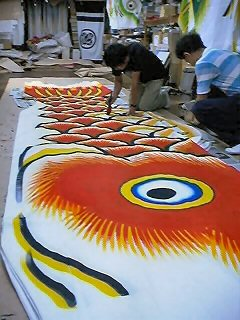
手描きこいのぼりの制作現場

### 社寺

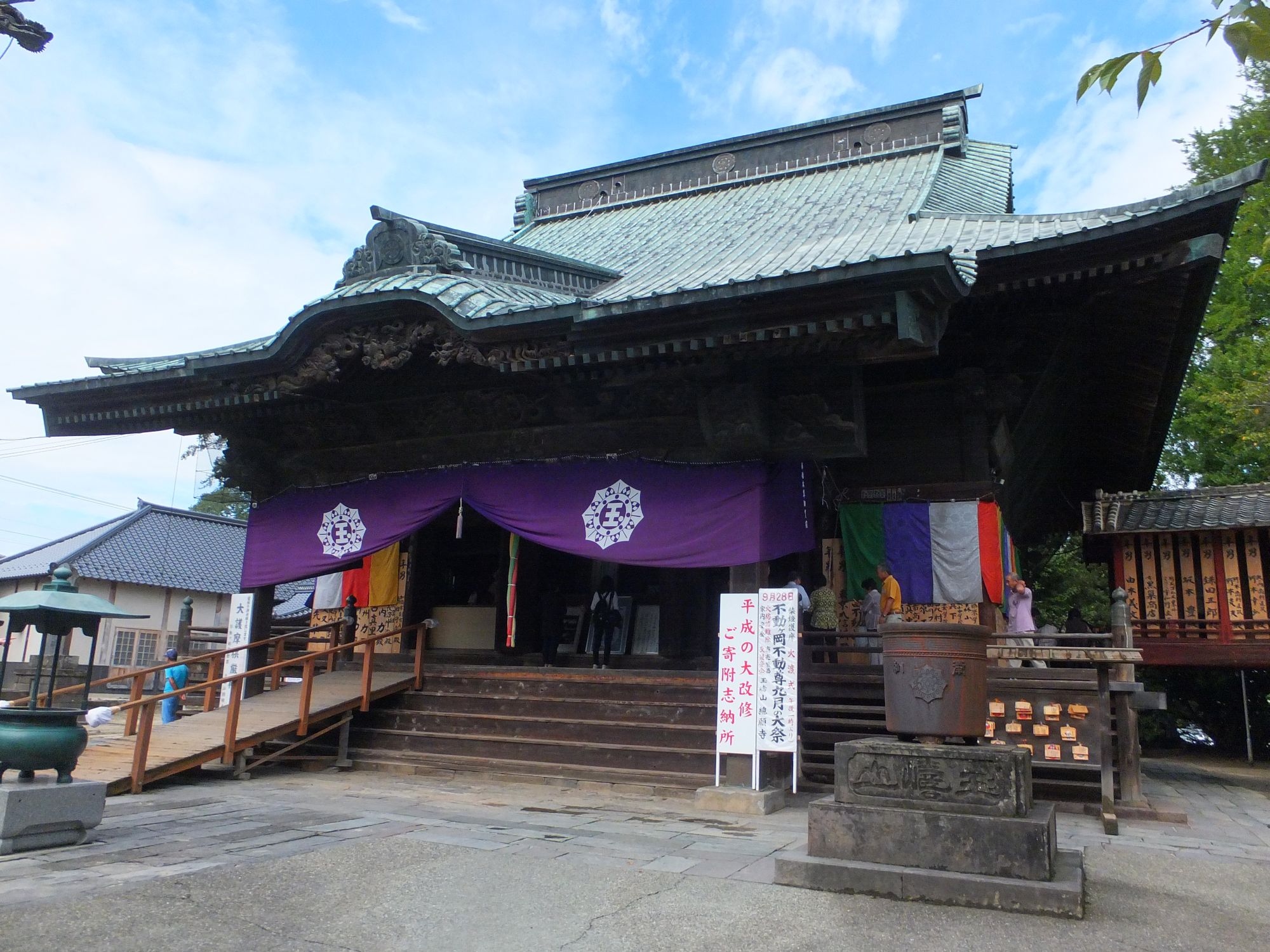
總願寺（不動ヶ岡不動尊）

- 千方神社
- 玉敷神社
- 總願寺
- 龍蔵寺 (加須市)
- 金蓮院
- 香積寺

### 指定文化財
出典：
| 文化財                           | 指定 | 区分               | 指定年月日                 |
| -------------------------------- | ---- | ------------------ | -------------------------- |
| 利根川旧堰堤跡                   | 県   | 史跡               | 1927年（昭和2年）3月31日   |
| 加須の浮野（うきや）とその植物   | 県   | 天然記念物         | 1954年（昭和29年）10月23日 |
| 大越前田耕地の獅子舞             | 市   | 無形民俗文化財     | 1959年（昭和34年）6月16日  |
| 大越三耕地の獅子舞               | 市   | 無形民俗文化財     | 1959年（昭和34年）6月16日  |
| 古宮の獅子舞                     | 市   | 無形民俗文化財     | 1959年（昭和34年）6月16日  |
| 多門寺の獅子舞                   | 市   | 無形民俗文化財     | 1959年（昭和34年）6月16日  |
| 今鉾の獅子舞                     | 市   | 無形民俗文化財     | 1959年（昭和34年）6月16日  |
| 北小浜の獅子舞                   | 市   | 無形民俗文化財     | 1959年（昭和34年）6月16日  |
| 南大桑の獅子舞                   | 市   | 無形民俗文化財     | 1960年（昭和35年）9月8日   |
| 六曲屏風                         | 市   | 有形文化財・絵画   | 1963年（昭和38年）9月17日  |
| 總願寺・黒門（忍城北谷門）       | 市   | 有形文化財・建造物 | 1960年（昭和35年）9月8日   |
| 總願寺不動堂                     | 市   | 有形文化財・建造物 | 1977年（昭和52年）6月9日   |
| 龍蔵寺本堂                       | 市   | 有形文化財・建造物 | 1977年（昭和52年）6月9日   |
| 定泰寺・懸仏                     | 市   | 有形文化財・工芸   | 1959年（昭和34年）6月16日  |
| 神宮寺の青石塔婆                 | 市   | 有形文化財・考古   | 1956年（昭和31年）9月24日  |
| 金道院の青石塔婆                 | 市   | 有形文化財・考古   | 1956年（昭和31年）9月24日  |
| 宮西塚出土遺物                   | 市   | 有形文化財・考古   | 1980年（昭和55年）6月7日   |
| 宝生院・十三仏青石塔婆           | 市   | 有形文化財・考古   | 1980年（昭和55年）6月7日   |
| 聖徳寺御朱印状                   | 市   | 有形文化財・古文書 | 1959年（昭和34年）6月16日  |
| 松村代官文書                     | 市   | 有形文化財・古文書 | 1959年（昭和34年）6月16日  |
| 龍蔵寺御朱印状                   | 市   | 有形文化財・古文書 | 1959年（昭和34年）6月16日  |
| 礼羽誌略                         | 市   | 有形文化財・古文書 | 1963年（昭和38年）9月17日  |
| 徳性寺・紺地金泥妙法蓮華経巻     | 市   | 有形文化財・古文書 | 1963年（昭和38年）9月17日  |
| 観音寺・木造寄木造阿弥陀如来立像 | 市   | 有形文化財・彫刻   | 1955年（昭和30年）11月27日 |
| 龍蔵寺・木造阿弥陀如来像         | 市   | 有形文化財・彫刻   | 1963年（昭和38年）9月17日  |
| 光明寺の三尊像                   | 市   | 有形文化財・彫刻   | 1964年（昭和39年）9月8日   |
| 円空作不動明王坐像               | 市   | 有形文化財・彫刻   | 1980年（昭和55年）3月12日  |
| 千方神社・石敢当                 | 市   | 有形文化財・歴史   | 1956年（昭和31年）9月24日  |
| 本町の山車と蘭陵王面             | 市   | 有形民俗文化財     | 1972年（昭和47年）6月17日  |
| 樋遣川古墳群御室塚               | 市   | 史跡               | 1956年（昭和31年）4月16日  |
| 小山朝政の墓                     | 市   | 史跡               | 1963年（昭和38年）9月17日  |
| 香積寺・設楽家累代の墓           | 市   | 史跡               | 1956年（昭和31年）4月16日  |
| 花崎遺跡（花崎城・他）           | 市   | 史跡               | 1981年（昭和56年）8月11日  |
| 鐘撞山（油井城）                 | 市   | 史跡               | 1981年（昭和56年）12月1日  |
| 龍蔵寺の大イチョウ               | 市   | 天然記念物         | 1976年（昭和51年）5月10日  |
| 志多見砂丘                       | 市   | 名勝               | 1956年（昭和31年）9月24日  |
| 志多見砂丘                       | 県   | 天然記念物         | 2014年（平成26年）3月11日  |

## 関係する著名人
- 石川哲彦(ソングライター、編曲家。バンダイナムコスタジオ所属。)
- 井坂康志（ものつくり大学教授、ドラッカー研究）
- 初代伊勢ノ海五太夫（力士）
- 石川亨（第25代統合幕僚会議議長）
- 入船亭扇蔵 (4代目)（落語家）
- 大谷貴子（全国骨髄バンク推進連絡協議会会長） - 2008年4月テレビ東京系列放映『三十万人からの奇跡〜二度目のハッピーバースディ〜』のモデル。
- 柿沼郭（NHKアナウンサー） - 東京都出身。小学3年生から高校時代まで当市で育った。
- 加地千尋（元女優）
- 柏戸村右衛門（初代柏戸、18世紀後半の力士）
- カズレーザー（お笑い芸人、メイプル超合金）
- 河野省三（神道学者、國學院大學学長）
- 川井一仁（モータースポーツジャーナリスト）
- 川尻友紀子（アナウンサー）
- 斎藤与里（洋画家）
- 島田優（シンガーソングライター）
- 下總皖一（作曲家、音楽教育者）
- 関口晃一（生物学者、カブトガニ研究）
- 田口和美（解剖学研究者。教え子に森鷗外や北里柴三郎らがいる）
- 谷山豊（数学者）
- のりつけ雅春（漫画家）
- 松橋功（元JTB会長）
- Pinkish（ピンキッシュ）（加須市発のローカルアイドルユニット[48]）
- 藤崎奈々子（タレント） - 北海道札幌市出身で、当市で生活していたことがある。
- 山岸愛梨（気象予報士、気象キャスター）
- 山岸一平（元日本経済新聞社専務、日経マーケティング社会長、元公安審査委員会委員）
- 山中信人（津軽三味線奏者）
- YUMIKO（作詞家、作曲家、ボーカリスト、音楽プロデューサー、ボイストレーナー）
- 由木義文（龍蔵寺住職、仏教学者、脚本家、埼玉県公安委員長）
- 吉澤慎吾（俳優、ダンサー、フォトグラファー）

### 政治
- 石井敏郎（元加須市議会議員・声優）
- 栗原浩（元埼玉県知事、在任1956年 - 1972年）
- 畑和（元埼玉県知事、在任1972年 - 1992年）

### スポーツ
- 加藤翔平（プロ野球選手、千葉ロッテマリーンズ→中日ドラゴンズ所属)
- 木村厚子（競艇選手）
- 小林拓未
- 近藤明広（プロボクサー） - 第55代日本ライト級王者。
- 中島啓太（プロゴルファー）
- 野本喜一郎（プロ野球選手で学生野球指導者）
- 服部記義（元競輪選手）
- 若月健矢 (プロ野球選手、オリックス・バファローズ所属)
- 松山陸（競泳選手、2024年パリオリンピック混合4×100mメドレーリレー8位入賞）

## 文化
武州加須囃子
武州囃子の流れを汲む武州加須囃子が存在する。中心市街地の各町内ごとに武州加須囃子保存会（太鼓連）があり、夏祭り・交通安全パレード・こいのぼりマラソンなど、市のイベントの際に披露・競演される。総合学習や地域学習の点から、市内の小中学校ではクラブ活動として武州囃子を取り入れている学校もある。
騎西音頭
旧騎西町にてかつて祭事に行われていたとされるもの。